# Liste der Biografien/Dra
Liste der Biografien |
Portal Biografien |
Personensuche
# |
A |
B |
C |
D |
E |
F |
G |
H |
I |
J |
K |
L |
M |
N |
O |
P |
Q |
R |
S |
T |
U |
V |
W |
X |
Y |
Z |
?
 
Da |
Db |
Dc |
Dd |
De |
Dg |
Dh |
Di |
Dj |
Dk |
Dl |
Dm |
Dn |
Do |
Dq |
Dr |
Ds |
Du |
Dv |
Dw |
Dy |
Dz
 
Dra |
Drb |
Drc |
Drd |
Dre |
Drg |
Dri |
Drj |
Drk |
Drl |
Drm |
Drn |
Dro |
Drp |
Drs |
Drt |
Dru |
Drv |
Dry |
Drz
Die Liste der Biografien führt alle Personen auf, die in der deutschsprachigen Wikipedia einen Artikel haben. Dieses ist eine Teilliste mit 647 Einträgen von Personen, deren Namen mit den Buchstaben „Dra“ beginnt.

## Dra
- Dra-Q (* 1978), deutscher Rapper

### Draa
- Draagen, Magne H. (* 1974), norwegischer Organist
- Draaijer, Johannes (1963–1990), niederländischer Radrennfahrer
- Draaisma, Douwe (* 1953), niederländischer Psychologe, Hochschullehrer und Autor

### Drab
- Drab, Marzenna (* 1956), polnische Politikerin, Mitglied des Sejm
- Drabben, Elisa (* 1996), spanische Schauspielerin
- Drabble, Margaret (* 1939), britische Schriftstellerin und Literaturkritikerin
- Drabek, Dietmar (* 1965), österreichischer Fußballschiedsrichter
- Drabek, Gerda (* 1967), österreichische Schauspielerin
- Drabek, Kamila (* 1995), polnische Jazzmusikerin (Kontrabass, Komposition)
- Drabek, Kurt (1912–1995), deutscher Komponist, Akkordeonist und Kapellmeister
- Drabent, Leo (1899–1944), deutscher Widerstandskämpfer gegen den Nationalsozialismus
- Draber, Franz (1913–1996), österreichischer Widerstandskämpfer gegen den Nationalsozialismus
- Draber, Hermann Wilhelm (1878–1942), deutscher Musikkritiker und Musikschriftsteller
- Draber, Holger (* 1968), deutscher Brigadegeneral der Bundeswehr und Unterabteilungsleiter im Bundesministerium der Verteidigung
- Draber, Joachim (* 1939), deutscher Politiker (SED)
- Draber, Rahel (1908–1994), niederländische Harfenistin
- Draber, Reinhold (1888–1947), deutscher Fotograf und Standfotograf beim Stummfilm
- Drabik, Hedwig (* 1986), deutsche Architektin, Denkmalpflegerin und Dombaumeisterin
- Drábik, Jakub (* 1986), slowakischer Historiker
- Drabík, Mikuláš (1588–1671), mährischer Priester der Böhmischen Brüder
- Dräbing, Beate (* 1967), österreichische Siebenkämpferin und Kraftsportlerin
- Drabiniok, Dieter (* 1954), deutscher Politiker (Bündnis 90/Die Grünen), MdB
- Drabits, Alfred (* 1959), österreichischer Fußballspieler und -trainer
- Drabke, Emil (* 1894), tschechoslowakisch-deutscher Schriftsteller
- Drabkin, Abraham (1844–1917), russischer Rabbiner
- Drabkina, Jelisaweta Jakowlewna (1901–1974), sowjetische Revolutionärin, Hochschullehrerin und Schriftstellerin
- Drabow, Dietmar (* 1963), deutscher Fußballspieler
- Drabsch, Gerhart (1902–1945), deutscher Schriftsteller

### Drac
- Dracass, Lindsay (* 1984), englische Popsängerin
- Draccius, antiker römischer Toreut
- Dracena, Edu (* 1981), brasilianischer Fußballspieler
- Drach, Abraham († 1687), Kaufmann und Bankier sowie zwölf Jahre Vorsteher der Frankfurter jüdischen Gemeinde
- Drach, Albert (1902–1995), österreichischer Jurist und Schriftsteller
- Drach, Alhard von (1839–1915), deutscher Mathematiker, Hochschullehrer und Denkmalpfleger
- Drach, Anna (1887–1973), deutsche Kommunistin und im Widerstand aktiv
- Drach, Emil (1855–1902), deutscher Theaterschauspieler, -regisseur und Autor
- Drach, Erich (1885–1935), deutscher Gymnasiallehrer, Begründer der Sprechwissenschaft
- Drach, Jules (1871–1949), französischer Mathematiker
- Drach, Leonhard (1903–1996), deutscher Jurist
- Drach, Michel (1930–1990), französischer Filmregisseur
- Drach, Peter (1455–1504), Buchdrucker
- Drach, Thomas (* 1960), deutscher Krimineller
- Drach, Wilhelm (* 1952), österreichischer Maler
- Drach-Temam, Nathalie (* 1966), französische Mathematikerin, Informatikerin und WissenschaftsmanagerinNathalie Drach-Temam (* 1966)

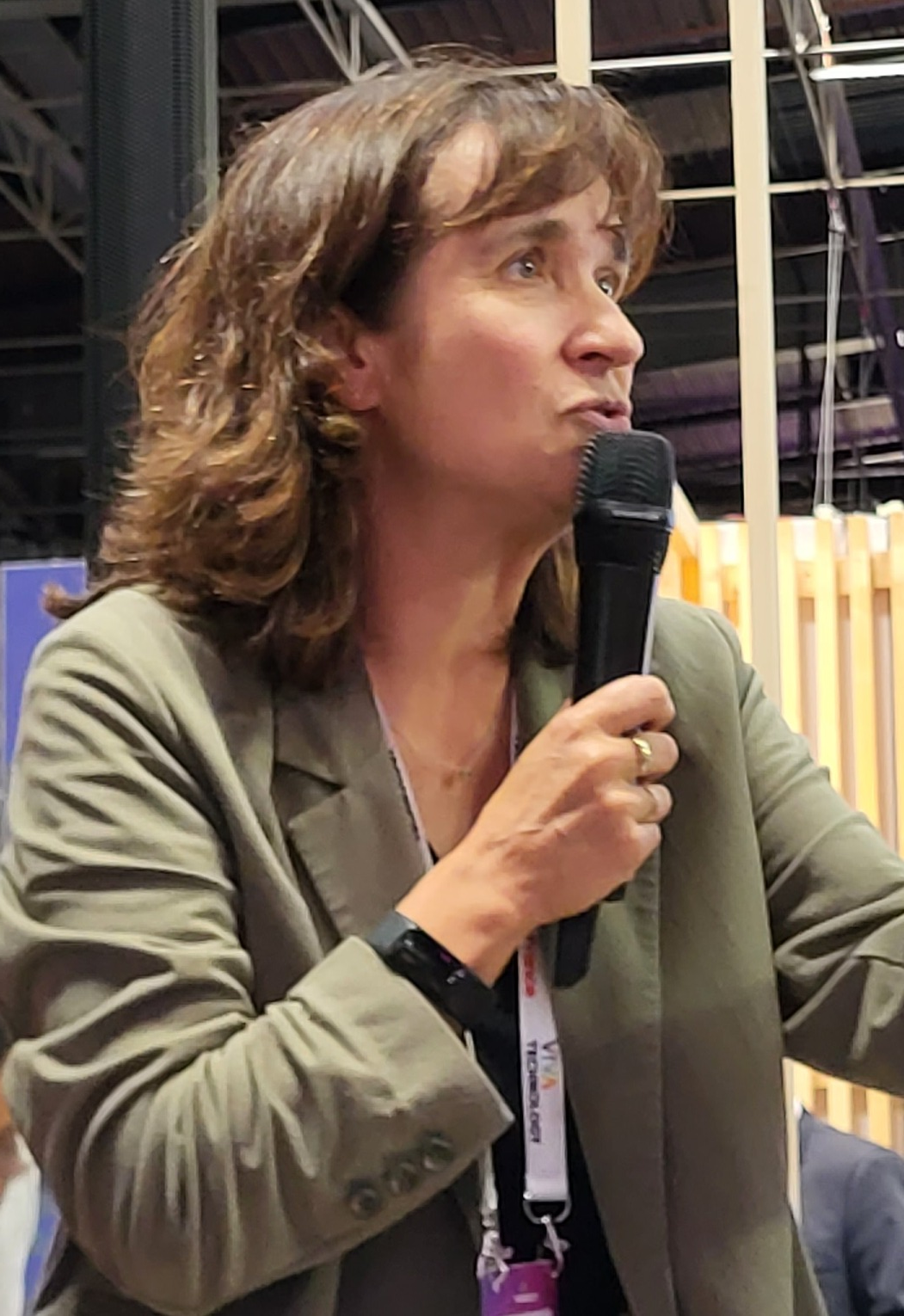
Nathalie Drach-Temam (* 1966)

- Drachal, Dawid (* 2005), polnischer Fußballspieler
- Drachardt, Christian († 1778), dänischer Missionar
- Drache, Heinz (1923–2002), deutscher SchauspielerHeinz Drache (1923–2002)

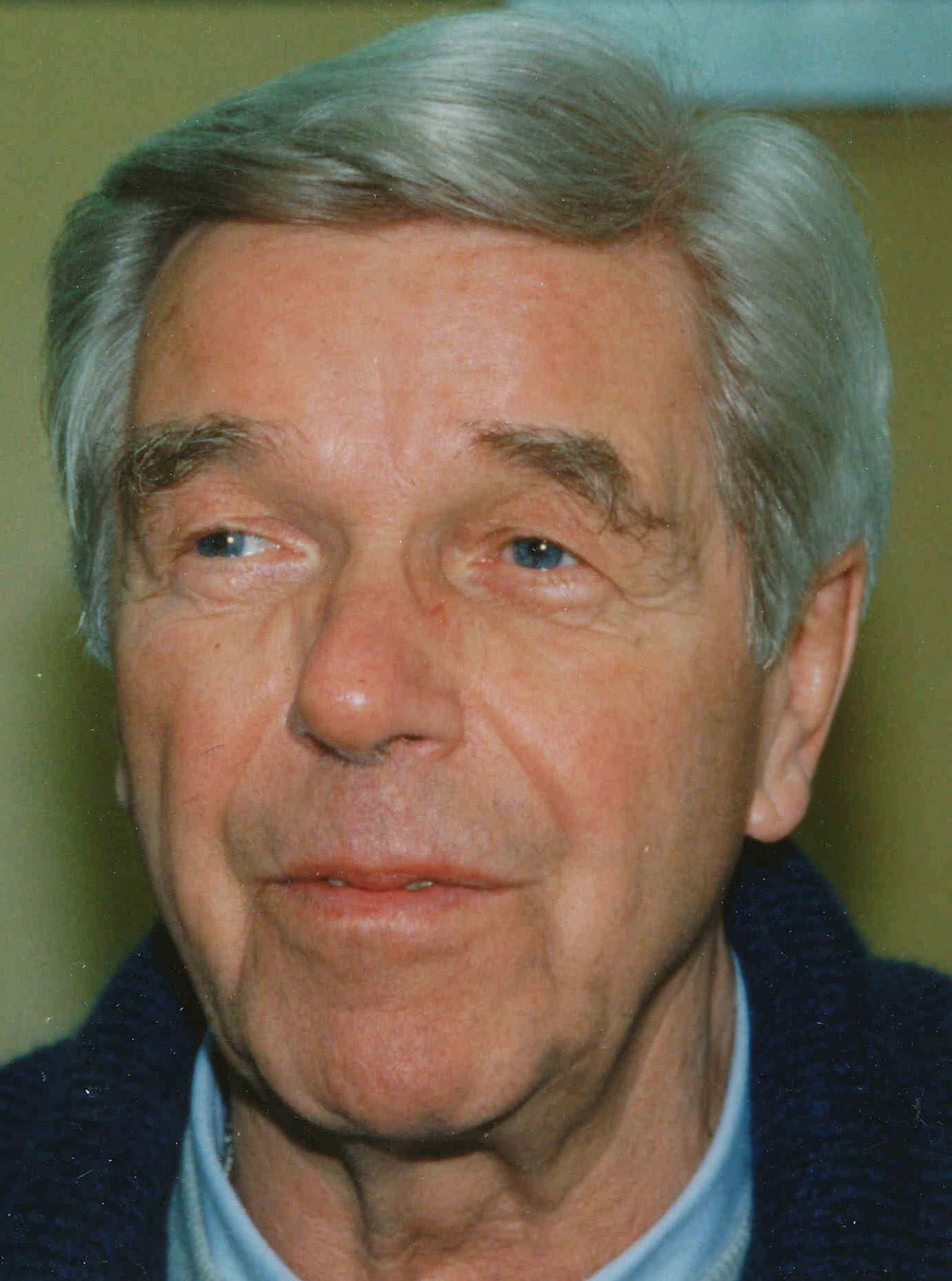
Heinz Drache (1923–2002)

- Drache, Heinz (1929–1989), deutscher Maler und Grafiker
- Drachenberg, Erhard (1932–2021), deutscher Kunsthistoriker und Fachmann für Glasmalerei
- Drachenberg, Thomas (* 1962), deutscher Kunsthistoriker
- Drachenfels, Gottfried von, Burggraf auf Burg Drachenfels im Siebengebirge
- Drachenfels, Peter von (1795–1879), kurländischer Kreismarschall
- Drachenfels, Rudolf von (1582–1656), deutscher Verwaltungsbeamter und Gelegenheitsdichter
- Drachenlord (* 1989), deutscher Webvideoproduzent und Livestreamer
- Drachman, Evan, US-amerikanischer Cellist
- Drachmann, Aage Gerhardt (1891–1980), deutscher Althistoriker und Bibliothekar
- Drachmann, Anders Bjørn (1860–1935), dänischer klassischer Philologe
- Drachmann, Holger (1846–1908), dänischer Maler und Dichter
- Dracholf († 926), Bischof von Freising
- Drachsdorf, Hans Friedrich von (1564–1629), deutscher Hofmarschall und Hauptmann
- Drachsdorf, Jost von († 1529), landgräflich-hessischer Rat und Politiker
- Drachsler, Hans (1916–1996), deutscher Politiker (CSU), MdL, MdB
- Drachstedt, Philipp († 1539), deutscher Berg- und Hüttenunternehmer, Rat der Grafen von Mansfeld
- Drachta, Oliver (* 1977), österreichischer Fußballschiedsrichter
- Drachter, Nikolaus (1600–1664), deutscher Jurist und Gesandter bei den Westfälischen Friedensverhandlungen
- Drack, Hanna Maria (1913–1988), deutsch-österreichische Dichterin und Schriftstellerin
- Drack, Jonathan (* 1988), mauritischer Dreispringer
- Drack, Julia (* 1978), österreichische Filmeditorin
- Drack, Melanie (* 1982), österreichische Singer-Songwriterin
- Drack, Walter (1917–2000), Schweizer Archäologe und Denkmalpfleger
- Dracklé, Dorle (* 1957), deutsche Kulturwissenschaftlerin und Hochschullehrerin
- Dracone, Francesco (* 1983), italienischer Automobilrennfahrer
- Draconites, Johann († 1566), deutscher Theologe, humanistischer Philosoph und Reformator
- Dracontius, Blossius Aemilius, römischer Dichter
- Dracos, Themistocles (1928–2021), Schweizer Bauingenieur und Hochschullehrer

### Drad
- Dradriga, Tom (* 1996), ugandischer Mittelstreckenläufer
- Drady, Danielle (* 1967), australische Squashspielerin

### Drae
- Draeger, Fritz (1898–1963), deutscher Zauberer und Filmschauspieler
- Draeger, Götz (* 1944), deutscher Ruderer
- Draeger, Heinrich (1907–1991), deutscher Politiker (CDU), MdB
- Draeger, Heinz-Joachim (1935–2017), deutscher Kunstpädagoge, Autor und Illustrator
- Draeger, Jan (* 1987), deutscher Schauspieler
- Draeger, Jörg (* 1945), deutscher FernsehmoderatorJörg Draeger (* 1945)

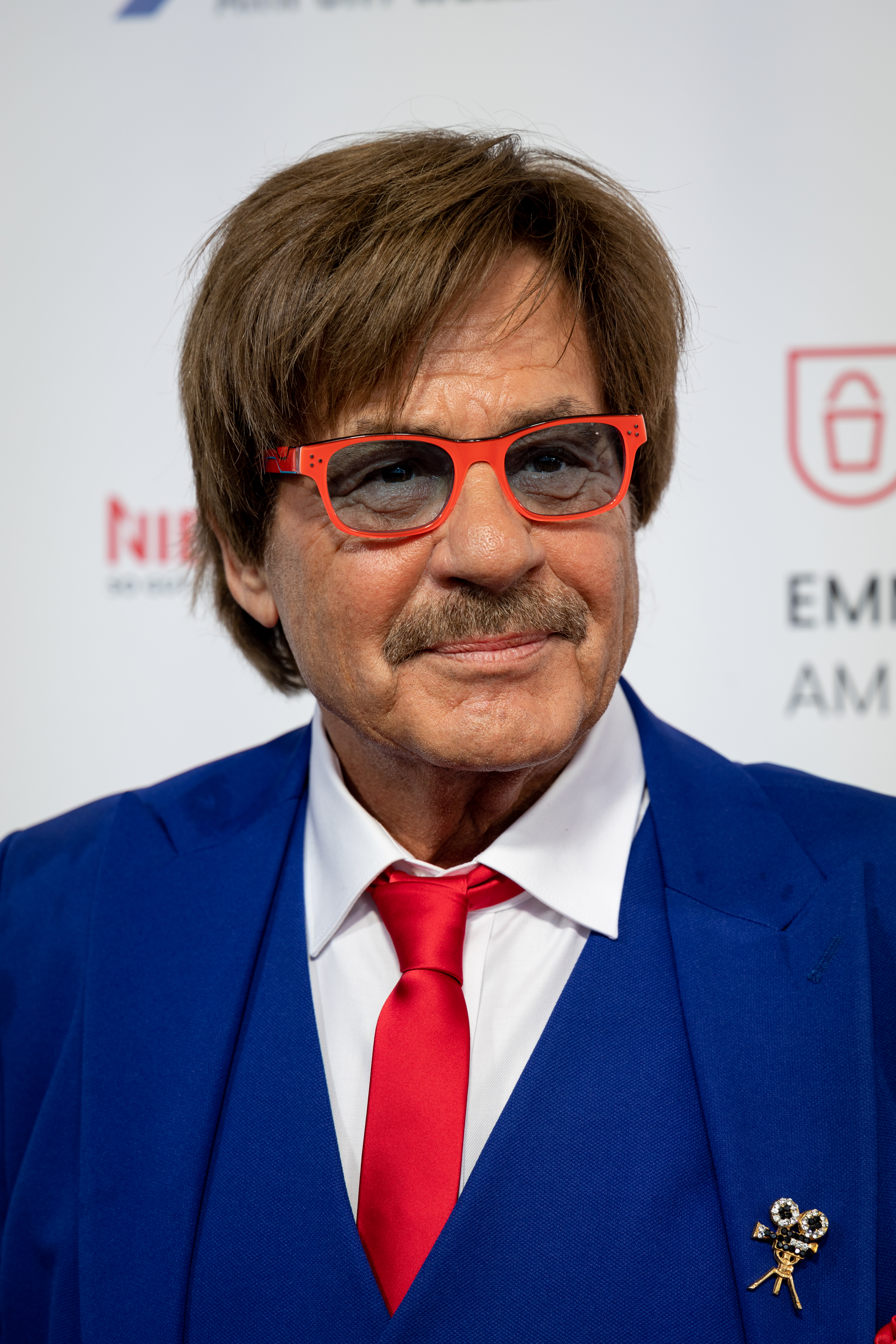
Jörg Draeger (* 1945)

- Draeger, Jürgen (1940–2020), deutscher Schauspieler, Maler und Zeichner
- Draeger, Karl (* 1896), deutscher Kriminalpolizist
- Draeger, Käthe (1900–1974), deutsche Kommunistin, Pädagogin und Psychoanalytikerin
- Draeger, Kerstin (* 1966), deutsche Schauspielerin und Synchronsprecherin
- Draeger, Klaus (* 1956), deutscher Ingenieur und Manager
- Draeger, Lea (* 1980), deutsche Schauspielerin und Künstlerin
- Draeger, Marlies (* 1947), deutsche Schauspielerin
- Draeger, Max (1885–1945), deutscher Richter; NS-Opfer
- Draeger, Max (1895–1974), deutscher Mathematiker
- Draeger, Richard (1937–2016), US-amerikanischer Ruderer
- Draeger, Sascha (* 1967), deutscher Synchronsprecher, Hörspielsprecher und Schauspieler
- Draeger, Thomas (* 1941), deutscher Filmproduzent, Drehbuchautor und Regisseur
- Draeger, Walter (1888–1976), deutscher Komponist und Hochschullehrer
- Draeger, Wolfgang (1928–2023), deutscher Schauspieler und Synchronsprecher
- Draehn, Heinz (1921–2010), deutscher Schauspieler und Kabarettist
- Draemert, Richard (1880–1957), deutscher Kommunalpolitiker (SPD)
- Draenert, Peter (1937–2005), deutscher Möbeldesigner
- Draenger, Gusta Dawidson (1917–1943), polnische Untergrundaktivistin und Widerstandskämpferin
- Draeseke, Felix (1835–1913), deutscher Komponist
- Draesner, Ulrike (* 1962), deutsche Schriftstellerin und ÜbersetzerinUlrike Draesner (* 1962)

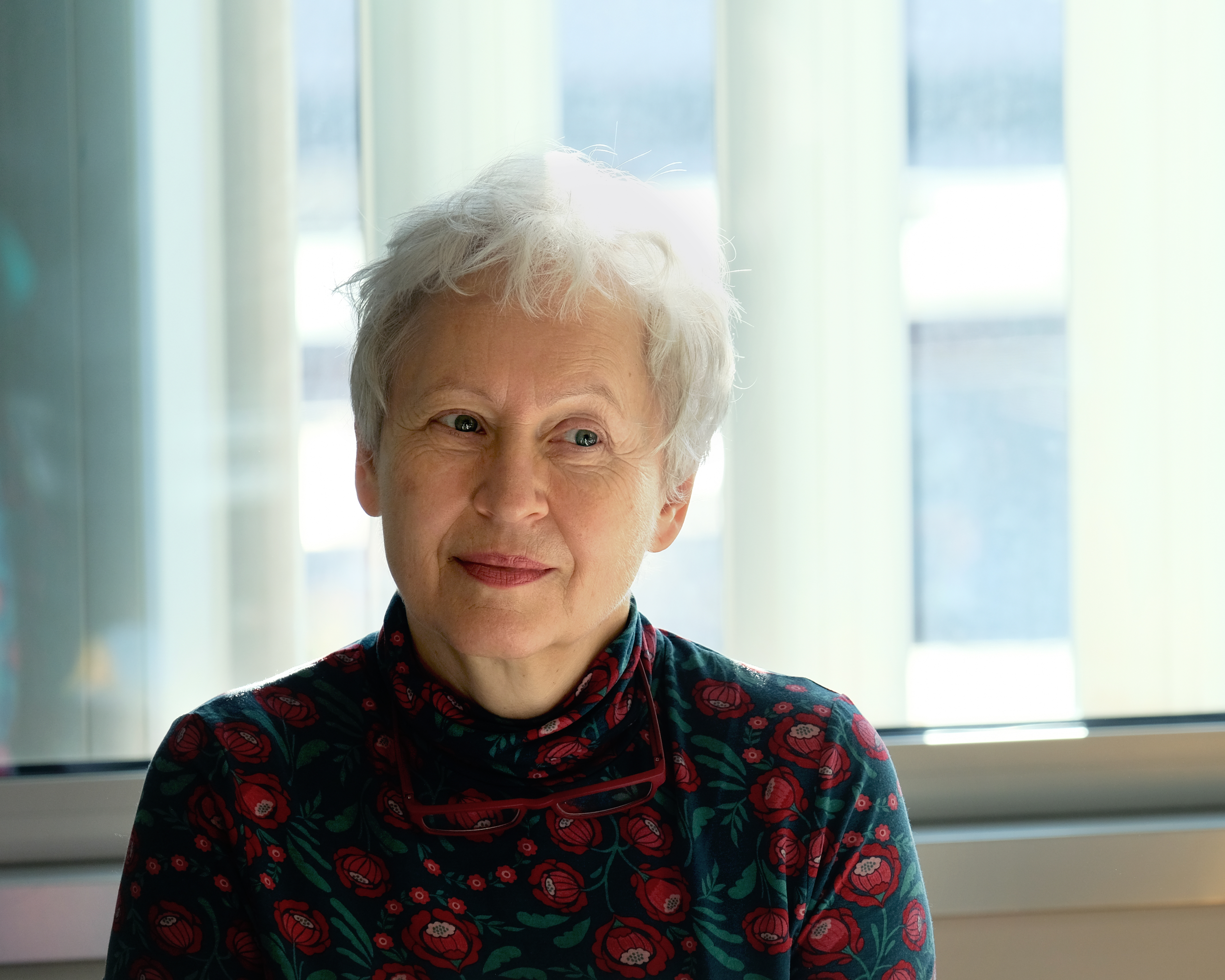
Ulrike Draesner (* 1962)

- Draesner, Walter (1891–1940), deutscher Maler und Grafiker
- Draewing, Peter Paul (1876–1940), deutscher Maler
- Draexler von Carin, Philipp (1794–1874), österreichischer Hofbeamter

### Drag
- Drag-On (* 1979), US-amerikanischer Rapper
- Draga, George (1935–2008), rumänischer Komponist
- Drăgan, Andreea (* 1997), rumänische Stabhochspringerin
- Dragan, Andrzej (* 1978), polnischer FotografAndrzej Dragan (* 1978)

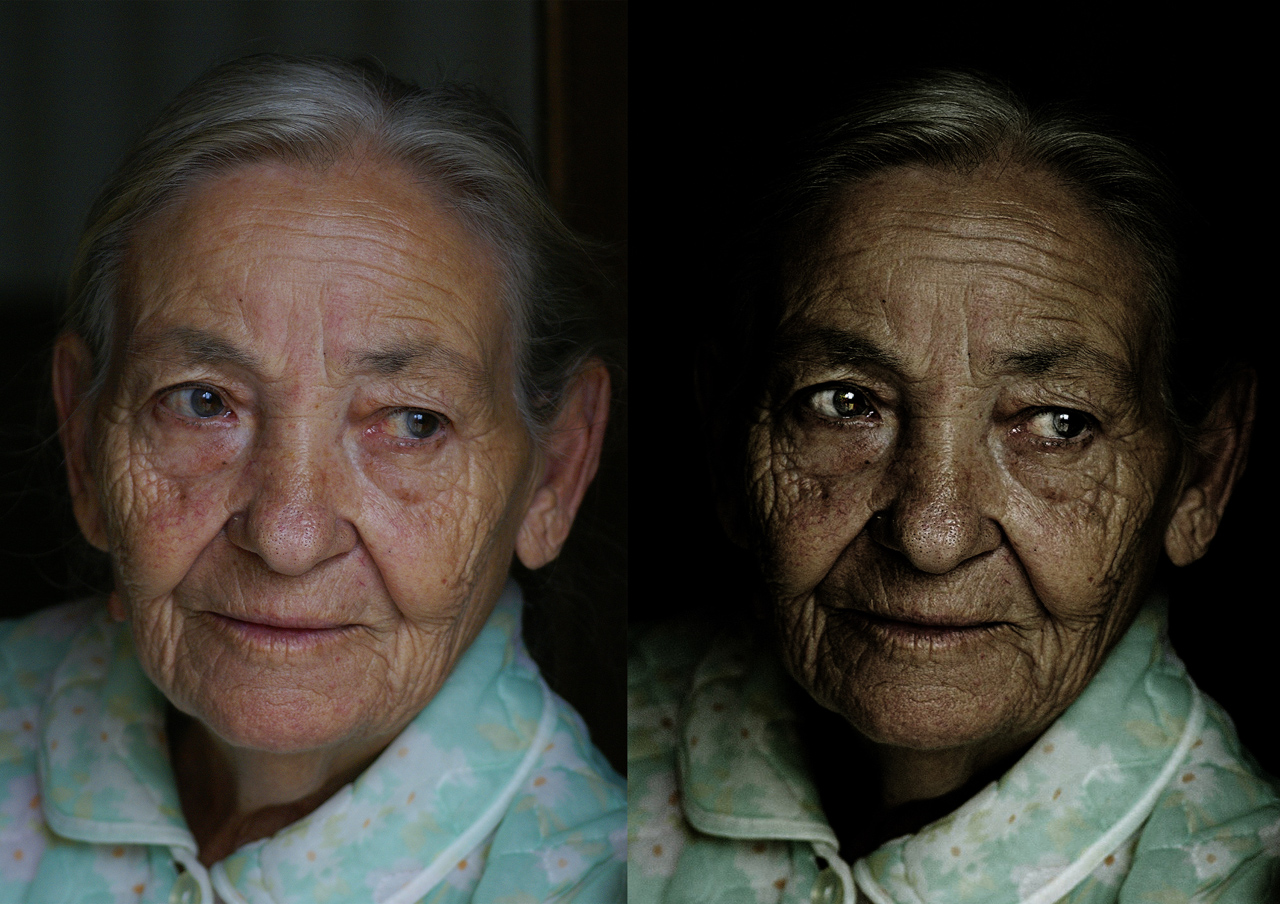
Andrzej Dragan (* 1978)

- Drăgan, Dida (* 1946), rumänische Sängerin und Poetin
- Drăgan, Ioan (1965–2012), rumänischer Fußballspieler
- Dragan, Jaromír (* 1963), slowakischer Eishockeytorwart und -trainer
- Drăgan, Petru (1932–2007), rumänischer Chirurg, Mitglied der Rumänischen Akademie
- Dragan, Stanisław (1941–2007), polnischer Boxer
- Dragan, Zvone (* 1939), jugoslawischer bzw. slowenischer Politiker und Diplomat
- Drăgănescu, Emil (1919–2003), rumänischer Politiker (PCR)
- Drăgăniță, Cezar (* 1954), rumänischer Handballspieler
- Draganja, Duje (* 1983), kroatischer Schwimmer
- Draganja, Marin (* 1991), kroatischer Tennisspieler
- Draganja, Tomislav (* 1994), kroatischer Tennisspieler
- Drăgănoiu, Adrian († 2021), rumänischer Fußballspieler
- Draganov, Philip A. (* 1978), deutscher Violinist, Pädagoge und Dirigent
- Draganovic, Adem (* 2000), österreichischer Fußballspieler
- Draganović, Julia (* 1963), deutsche Kuratorin, Leiterin der Villa Massimo (seit 2019)Julia Draganović (* 1963)

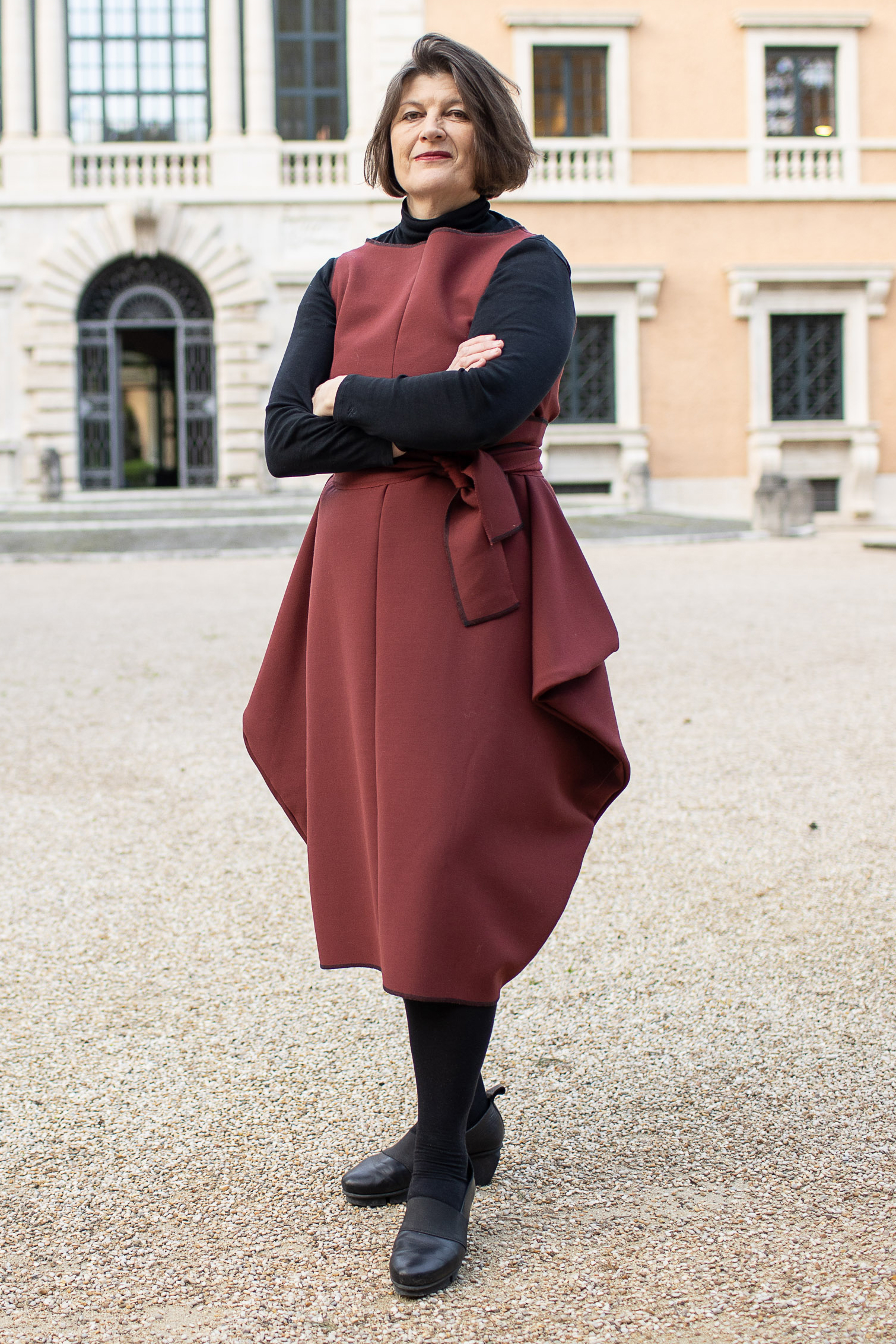
Julia Draganović (* 1963)

- Draganović, Krunoslav (1903–1983), jugoslawischer Priester, Franziskaner (OFM), Ustascha und NS-Fluchthelfer
- Draganow, Waleri Gawrilowitsch (* 1951), russischer Politiker, Geschäftsmann und Abgeordneter der russischen Staatsduma (1999–2011)
- Dragaš, Miloš (* 1990), serbischer Handballspieler
- Dragaš, Nemanja (* 1992), serbischer Dichter und Filmproduzent
- Dragasakis, Giannis (* 1947), griechischer Wirtschaftswissenschaftler und Politiker
- Dragaschnig, Alois (1924–2014), österreichischer Jurist (Sozialversicherung)
- Dragaschnig, Hubert (* 1959), österreichischer Schauspieler und Theaterleiter
- Dragatsis, Giannis (1886–1958), griechischer Violinenspieler und Rembetiko-Interpret
- Drage, Charles (1897–1983), britischer Marineoffizier und Sachbuchautor
- Drage, Tanja (* 1987), österreichische Skispringerin
- Drageljević, Milan (* 1977), serbischer Fußballspieler
- Dragendorff, Ernst (1869–1938), deutscher Historiker und Archivar
- Dragendorff, Georg (1836–1898), deutscher Chemiker und Professor der Pharmazie in Dorpat
- Dragendorff, Hans (1870–1941), deutscher Archäologe
- Dragendorff, Otto (1877–1962), deutscher Anatom
- Dräger, Andreas (* 1980), deutscher Bioinformatiker
- Dräger, Andreas (* 2001), österreichischer Handballspieler
- Dräger, Anton Josef (1794–1833), deutscher Maler
- Dräger, Bernhard (1870–1928), deutscher Ingenieur und Unternehmer
- Dräger, Christian (1934–2024), deutscher Unternehmer, Kunstsammler und Mäzen
- Dräger, Friedhelm (1900–1993), deutscher Diplomat
- Dräger, Gesine (* 1968), deutsche Politikerin (SPD), MdHB
- Dräger, Hans-Heinz (1909–1968), deutsch-amerikanischer Musikwissenschaftler
- Dräger, Hans-Rolf (1919–2017), deutscher Lehrer
- Dräger, Heidrun (* 1958), deutsche Politikerin (SPD), MdV, MdB
- Dräger, Heinrich (1898–1986), deutscher Unternehmer, Wirtschafts- und Sozialwissenschaftler
- Dräger, Horst (* 1940), deutscher Erziehungswissenschaftler
- Dräger, Johann Heinrich (1847–1917), deutscher Unternehmer
- Dräger, Jörg (* 1968), deutscher Physiker, Politiker und ManagerJörg Dräger (* 1968)

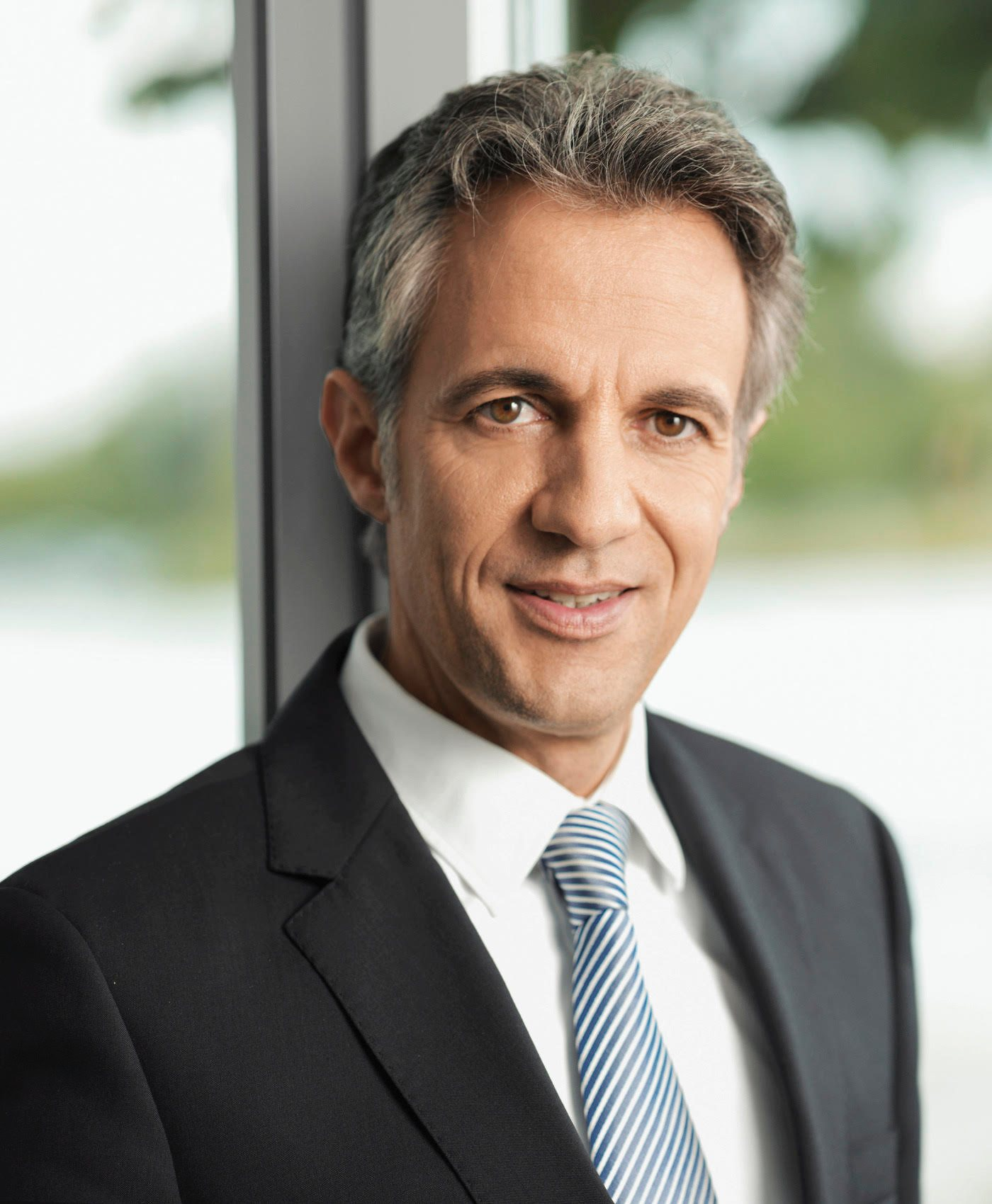
Jörg Dräger (* 1968)

- Dräger, Kai-Uwe, deutscher Bildhauer
- Dräger, Lisa (1920–2015), deutsche Unternehmerfrau und Mäzenin
- Dräger, Lothar (1927–2016), deutscher Comic- und Romanautor
- Dräger, Marie-Louise (* 1981), deutsche Ruderin
- Dräger, Mohamed (* 1996), tunesisch-deutscher Fußballspieler
- Dräger, Paul (* 1942), deutscher Klassischer Philologe und Wissenschaftshistoriker
- Dräger, Rolf († 1970), deutscher Ingenieur und Hochschullehrer
- Dräger, Stefan (* 1963), deutscher Unternehmer, Vorstandsvorsitzender der Drägerwerke AG
- Dräger, Ulf (* 1965), deutscher Numismatiker
- Dräger-Mühlenpfordt, Anna (1887–1984), deutsche Malerin, Grafikerin
- Drägert, Nico (* 1990), deutscher Basketballspieler
- Dragging Canoe († 1792), Häuptling der Cherokee
- Draghi, Antonio (1634–1700), italienischer Komponist, Librettist und Sänger
- Draghi, Giovanni Battista, italienischer Organist, Cembalist und Komponist
- Draghi, Mario (* 1947), italienischer Bankmanager und PolitikerMario Draghi (* 1947)

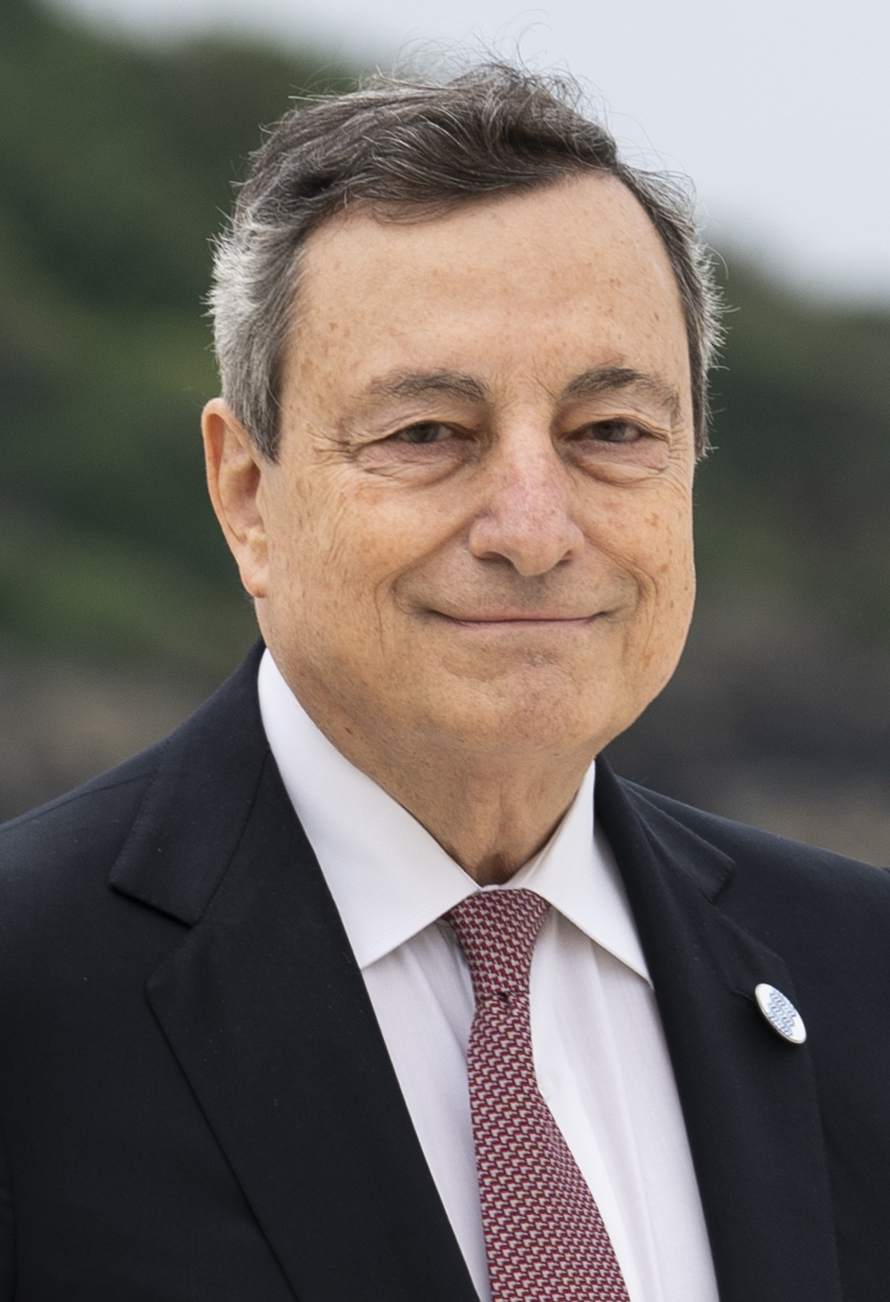
Mario Draghi (* 1947)

- Drăghici, Alexandru (1913–1993), rumänischer Aktivist und Politiker
- Draghici, Claudiu Mark (* 1986), deutscher Schauspieler, Synchronsprecher, Moderator und Improvisationskünstler
- Drăghici, Damian (* 1970), rumänischer Musiker und Politiker, MdEP
- Draghincescu, Rodica (* 1962), rumänisch-französische Autorin
- Dragić, Dalibor (* 1972), bosnischer Fußballspieler
- Dragić, Goran (* 1986), slowenischer Basketballspieler
- Dragić, Labud (* 1954), serbischer Schriftsteller montenegrinischer Herkunft
- Dragić, Nedeljko (* 1936), kroatischer Animationsfilmer und Cartoonist
- Dragić, Zoran (* 1989), slowenischer Basketballspieler
- Dragičević, Adolf (1924–2010), jugoslawischer bzw. kroatischer Ökonom
- Dragićević, Milutin (* 1983), serbischer Handballspieler
- Dragičević, Nina (* 1984), slowenische Dichterin, Schriftstellerin, Komponistin und Soziologin
- Dragičevič, Petra (* 1994), slowenische Naturbahnrodlerin
- Dragićević, Sascha (* 1969), deutscher Komponist
- Dragićević, Tadija (* 1986), serbischer Basketballspieler
- Dragiewa, Dewa-Marija (* 2000), bulgarische Leichtathletin
- Dragiewa, Emilija (* 1965), bulgarische Hochspringerin
- Dragila, Stacy (* 1971), US-amerikanische Stabhochspringerin und Olympiasiegerin
- Dragin, Dimitri (* 1984), französischer Judoka
- Dragišić, Juraj (1445–1520), Franziskaner
- Dragna, Jack (1891–1956), italoamerikanischer MafiosoJack Dragna (1891–1956)

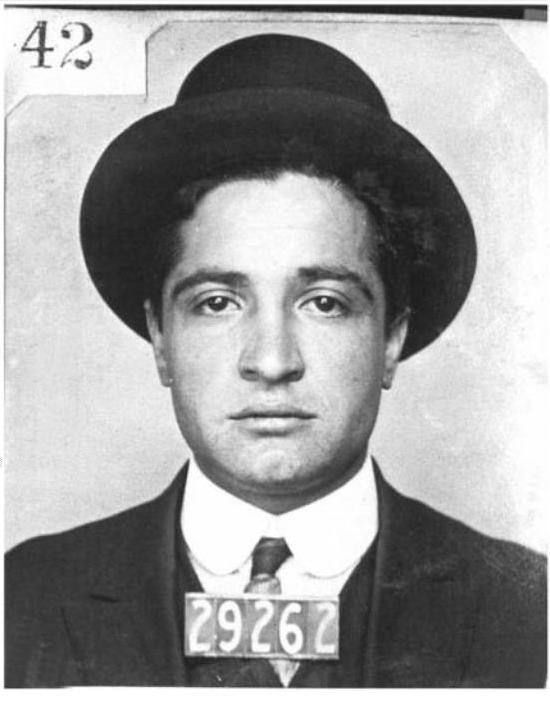
Jack Dragna (1891–1956)

- Dragnea, Liviu (* 1962), rumänischer Politiker
- Dragnea, Marin (* 1956), rumänischer Fußballspieler
- Dragnev, Valentin (* 1999), österreichischer Schachspieler
- Dragnewa, Isabela (* 1971), bulgarische Gewichtheberin
- Dragnić, Nataša (* 1965), kroatische deutschsprachige Schriftstellerin
- Drago (* 1975), mexikanischer Wrestler
- Drago, Billy (1945–2019), US-amerikanischer Schauspieler
- Drago, Gago (* 1985), niederländisch-armenischer Thaiboxer und K-1-Kämpfer
- Drago, Luis María (1859–1921), argentinischer Politiker und Richter am Ständigen Internationalen Gerichtshof
- Drago, Mariano (1907–1986), slowenischer Dirigent, Musikpädagoge und Komponist
- Drago, Tony (* 1965), maltesischer Snookerspieler
- Drago, Ugo (1915–2007), italienischer Pilot im Zweiten Weltkrieg
- Dragobodo, Bischof von Speyer
- Drăgoescu, Petre (1887–1974), rumänischer Politiker (PSD, PMR, PCR)
- Drăgoescu, Petru (* 1962), rumänischer Leichtathlet
- Drăgoescu, Radu (1914–1999), rumänischer Maler und Schachkomponist
- Drăgoescu, Teodora (* 1986), rumänische Fußballspielerin
- Drăgoi, Gabriela (* 1992), rumänische Kunstturnerin
- Drăgoi, Stana (* 1922), rumänische Politikerin (PCR), Gewerkschafterin und Botschafterin
- Dragoitschewa, Zola (1898–1993), bulgarische Politikerin
- Dragojevic, Katija (* 1970), schwedische Opernsängerin (Mezzosopran)
- Dragojević, Natalija (* 2005), serbische Leichtathletin
- Dragojević, Oliver (1947–2018), jugoslawischer bzw. kroatischer MusikerOliver Dragojević (1947–2018)

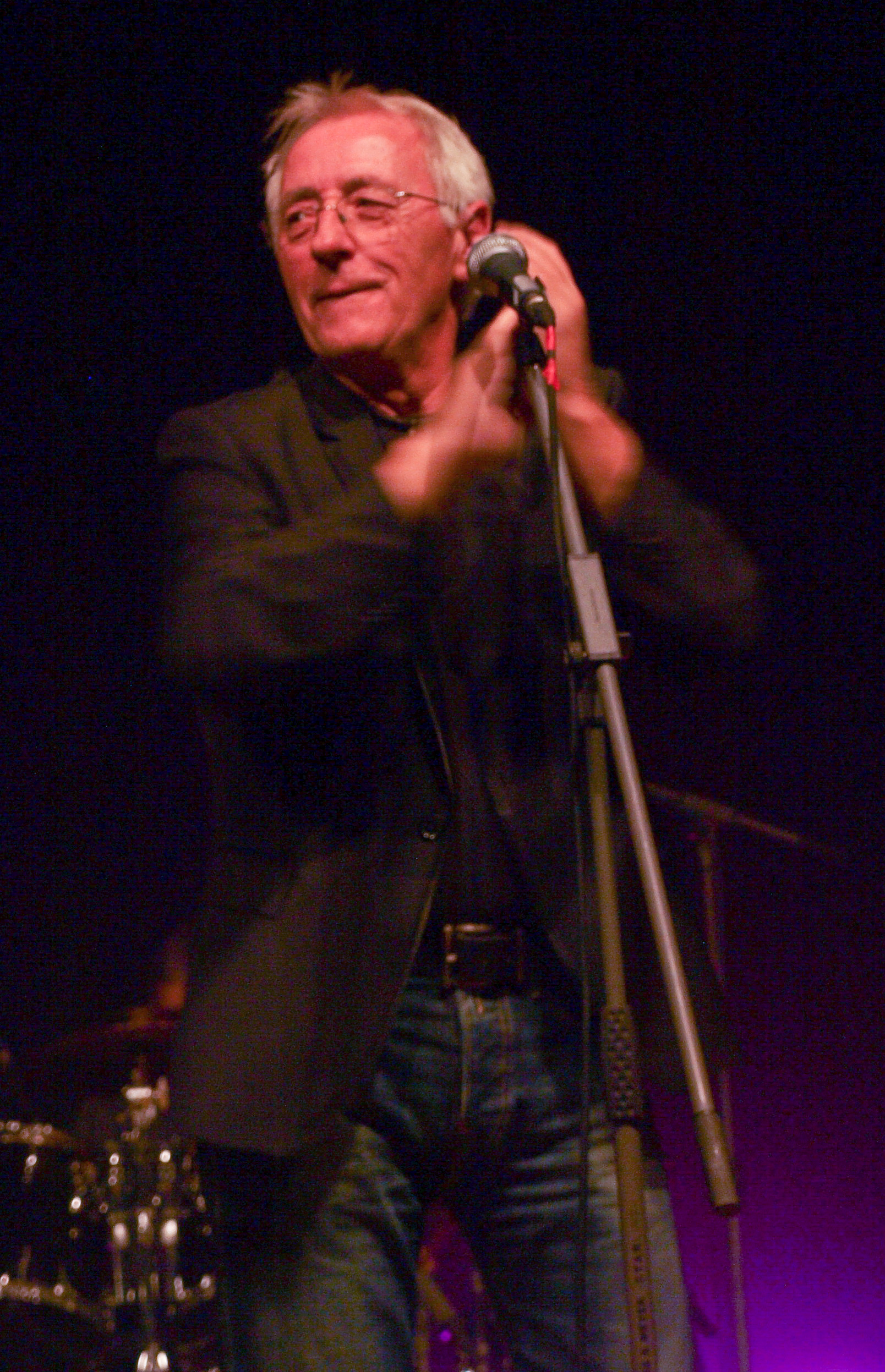
Oliver Dragojević (1947–2018)

- Dragomán, György (* 1973), ungarischer Schriftsteller und Übersetzer
- Dragomir Ilie, Ruxandra (* 1972), rumänische Tennisspielerin und Sportfunktionärin
- Dragomir, Denisa (* 1992), rumänische Bergläuferin
- Dragomir, Ioan (1905–1985), rumänisch-griechisch-katholischer Bischof sowie Weihbischof in Maramureș
- Dragomirova, Anastasia (* 2003), griechische Leichtathletin
- Dragomirow, Abram Michailowitsch (1868–1955), Offizier der Kaiserlich Russischen Armee, zuletzt General der Kavallerie
- Dragomirow, Michail Iwanowitsch (1830–1905), russischer General
- Dragon, Carmen (1914–1984), US-amerikanischer Filmkomponist
- Dragon, Friedrich (1929–2023), österreichischer Journalist
- Dragon, Jan (* 1956), polnischer Skilangläufer
- Dragon, Ray (* 1962), US-amerikanischer Regisseur, Filmproduzent und Schauspieler
- Dragon, Shlomo (1922–2001), polnisch-israelischer Überlebender des Sonderkommandos des KZ Auschwitz-Birkenau
- Dragone, Jorge (1927–2020), argentinischer Bandleader, Tangopianist und -komponist
- Dragone, Maureen (1920–2013), US-amerikanische Journalistin und Autorin
- Dragonetti, Domenico (1763–1846), italienischer Kontrabassist und Komponist
- Dragonetti, Philippe (* 1959), belgischer Jazzmusiker (Gitarre, Komposition)
- Dragonetti, Roger (1915–2000), belgischer Romanist und Mediävist, der in der Schweiz als Hochschullehrer wirkte
- Dragonetti, Sofía (* 1996), argentinische Handballspielerin
- Dragoni, Eugenio (1909–1974), italienischer Rennleiter der Scuderia Ferrari
- Dragoni, Giovanni Andrea († 1598), italienischer Kapellmeister und Komponist
- Dragoni, Giulia (* 2006), italienische Fußballspielerin
- Dragoni, Maria (* 1958), italienische Opernsängerin (Koloratursopran)
- Dragonwagon, Crescent (* 1952), US-amerikanische Schriftstellerin
- Dragoș († 1361), Herrscher des Fürstentums Moldau
- Dragoș, Moise (1726–1787), rumänischer Priester, Bischof von Großwardein
- Dragosavac, Dušan (1919–2014), jugoslawischer Politiker
- Dragosits, Anne Marie (* 1974), österreichische Cembalistin und Organistin
- Dragosits, Martin (* 1965), österreichischer Schriftsteller
- Dragoti, Stan (1932–2018), US-amerikanischer Filmregisseur und Drehbuchautor
- Dragotta, Jo (* 1991), US-amerikanische Fußballspielerin
- Dragoumis, Ion (1878–1920), griechischer Diplomat, Autor, Politiker
- Dragoumis, Stephanos (1842–1923), griechischer Politiker und Ministerpräsident
- Dragoun, Petr (* 1981), tschechischer Fußballspieler
- Dragović, Aleksandar (* 1991), österreichischer FußballspielerAleksandar Dragović (* 1991)

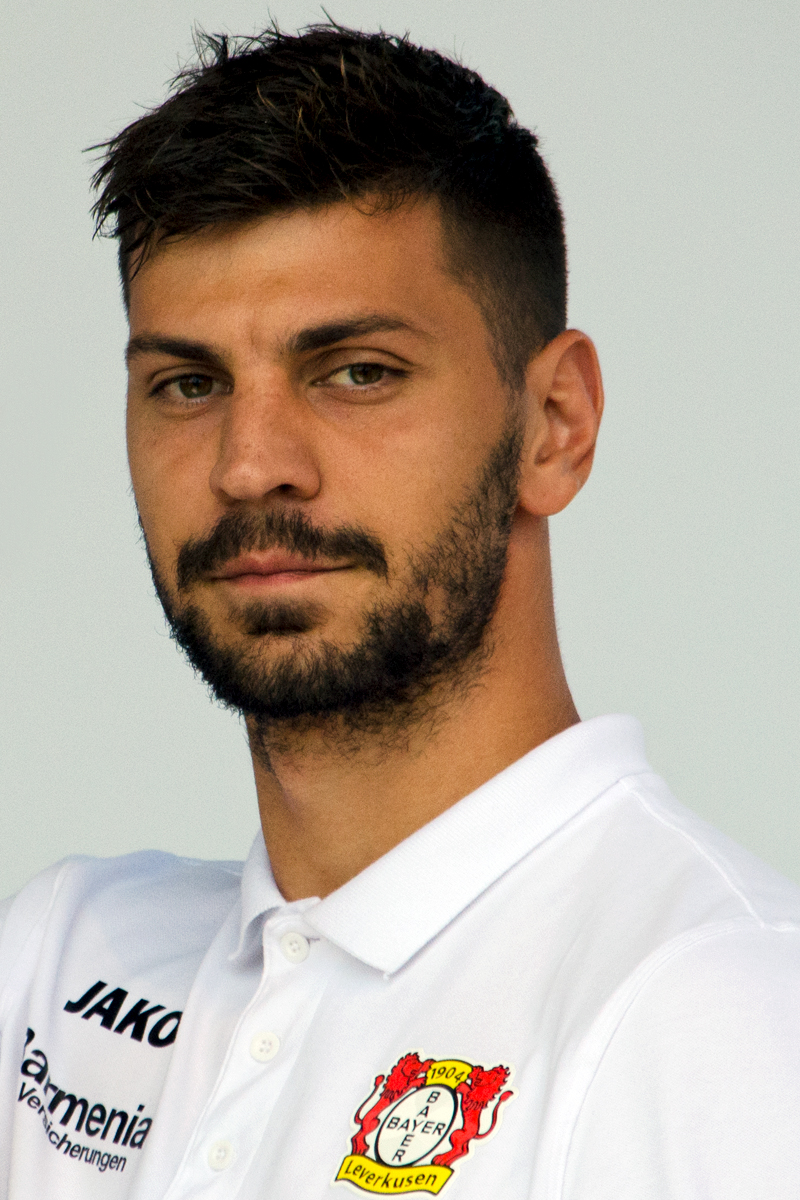
Aleksandar Dragović (* 1991)

- Dragović, Doris (* 1961), kroatische Sängerin
- Dragović, Marko (* 2001), serbischer Eishockeyspieler
- Dragowit, König des westslawischen Stammesverbandes der Wilzen
- Drągowski, Bartłomiej (* 1997), polnischer Fußballspieler
- Dragowski, Mirco (* 1974), deutscher Politiker (FDP) und Rechtsanwalt, MdA
- Dragpa Gyeltshen (1147–1216), buddhistischer Geistlicher; einer der Fünf Ehrwürdigen Meistern
- Dragpa Gyeltshen (1619–1656), letzter der Zimkhang Gongma-Trülkus
- Dragpa Öser (1246–1303), Kaiserlicher Lehrer (dishi)
- Dragpa Sengge (1283–1349), tibetischer Klostergründer
- Dragset, Ingar (* 1969), norwegischer Künstler
- Dragšič, Ervin (* 1974), slowenischer Basketballspieler und -trainer
- Dragšič, Mitja (* 1979), slowenischer Skirennläufer
- Dragstedt, Albert (1933–2016), US-amerikanischer Philosophieprofessor
- Dragt, Tom, US-amerikanischer Schauspieler
- Dragt, Tonke (1930–2024), niederländische Kinder- und Jugendbuchautorin und -illustratorinTonke Dragt (1930–2024)

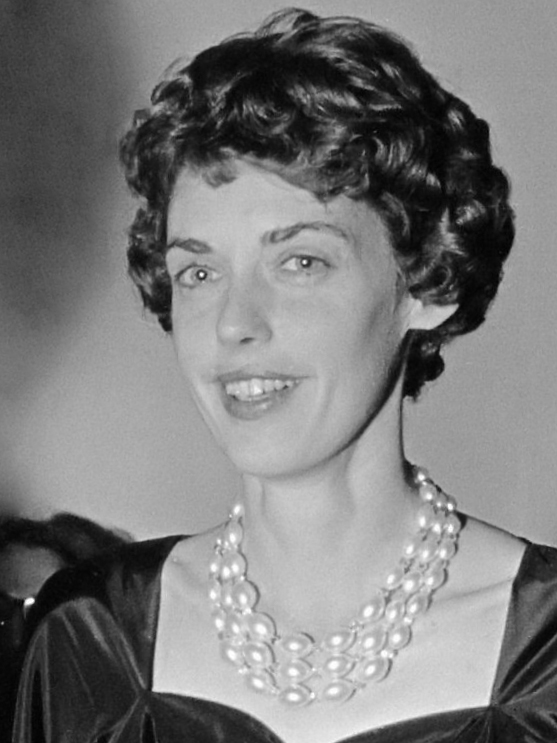
Tonke Dragt (1930–2024)

- Drague, Jakob, deutsch-französischer Porträt- und Pastellmaler
- Draguhn, Andreas (* 1961), deutscher Mediziner und Hochschullehrer
- Draguhn, Sebastian (* 1984), deutscher Hockeyspieler
- Drăgulescu, Marian (* 1980), rumänischer Kunstturner
- Draguljic, Sarah (* 2000), österreichische Handballspielerin
- Dragun, Duška (1969–2020), kroatische Medizinerin und Wissenschaftlerin
- Dragun, Nikita (* 1996), US-amerikanische YouTube-Webvideoproduzentin, Maskenbildnerin und Model
- Dragún, Osvaldo (1929–1999), argentinischer Dramatiker
- Dragunov, Ilja (* 1993), russischer Wrestler
- Dragunow, Alexander Alexandrowitsch (1900–1955), sowjetischer Sinologe und Sprachwissenschaftler
- Dragunow, Jewgeni Fjodorowitsch (1920–1991), russischer Waffenkonstrukteur, Militär, Sportschütze
- Dragunski, Mark (* 1970), deutscher Handballspieler und -trainer
- Dragunski, Wiktor Jusefowitsch (1913–1972), russisch-sowjetischer Schriftsteller und Drehbuchautor
- Dragus, Bogdan (* 1975), rumänischer Geiger
- Drăguș, Denis (* 1999), rumänischer Fußballspieler
- Dragus, Maria (* 1994), deutsche Schauspielerin und Tänzerin rumänischer AbstammungMaria Dragus (* 1994)

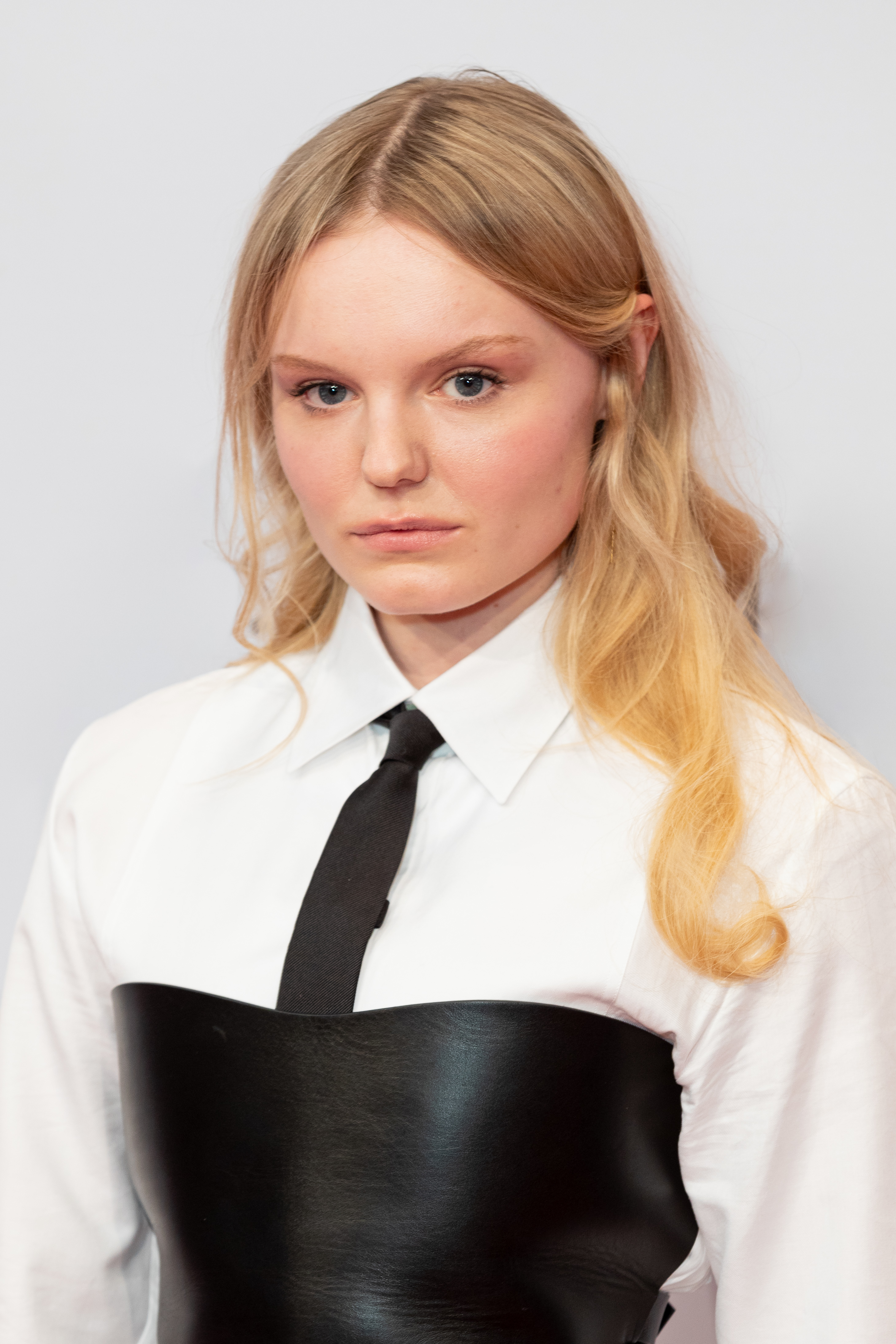
Maria Dragus (* 1994)

- Dragus, Paraschiva (* 2001), deutsche Filmschauspielerin
- Dragusha, Alban (* 1981), kosovarisch-albanischer Fußballspieler
- Dragusha, Mehmet (* 1977), albanischer Fußballspieler
- Drăgușin, Radu (* 2002), rumänischer Fußballspieler
- Dragutinović, Diana (* 1958), serbische Finanzministerin
- Dragutinović, Dragan (* 1980), serbischer Fußballspieler
- Dragutinović, Ivica (* 1975), serbischer Fußballspieler
- Dragutinović, Mićo (* 1992), serbo-kanadischer Eishockeyspieler

### Drah
- Drah, Georg (1867–1922), österreichischer Landschaftsmaler und Freskant
- Draheim, Antje (* 1970), deutsche Politikerin (SPD)
- Draheim, Georg (1903–1972), deutscher Ökonom, Professor für Wirtschaftswissenschaft
- Draheim, Heinz (1915–2012), deutscher Geodät
- Draheim, Jeff (* 1963), US-amerikanischer Filmeditor
- Draheim, Joachim (* 1950), deutscher Musikwissenschaftler, Musikpädagoge und Pianist
- Draheim, Manfred (* 1952), deutscher Fußballtrainer
- Drahi, Patrick (* 1963), israelisch-französischer UnternehmerPatrick Drahi (* 1963)

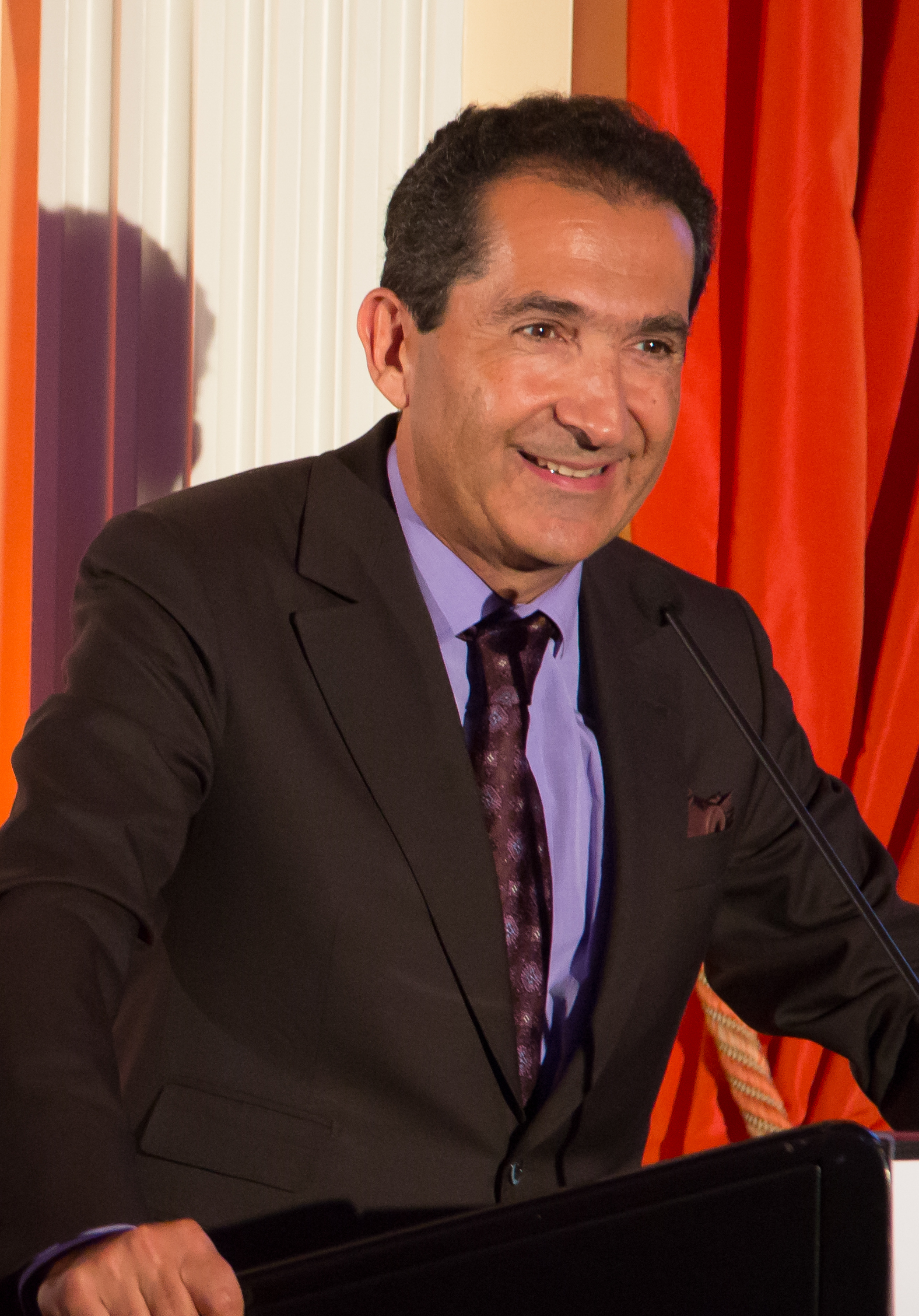
Patrick Drahi (* 1963)

- Drahn, Ernst (1873–1944), deutscher Archivar, Bibliothekar und Schriftsteller
- Drahn, Fritz (1888–1960), deutscher Tierarzt und Hochschullehrer
- Drahn, Martin von († 1715), Mediziner und Professor für Medizin
- Drahomanow, Mychajlo (1841–1895), ukrainischer Historiker und politischer Denker
- Drahomanow, Petro (1802–1860), ukrainischer Dichter und Übersetzer
- Drahomíra, böhmische Fürstin
- Drahonínský, David (* 1982), tschechischer Para-Bogenschütze in der Kategorie W1 mit Compoundbogen
- Drahos, Béla (* 1955), ungarischer Flötist und Dirigent
- Drahoš, Jiří (* 1949), tschechischer Physikochemiker
- Drahos, Lajos (1895–1983), ungarischer Politiker, Mitglied des Parlaments
- Drahota, Andrea (* 1943), ungarische Schauspielerin
- Drahota-Szabó, Dorka (* 2002), ungarisch-deutsche Tennisspielerin
- Drahotová, Anežka (* 1995), tschechische Geherin
- Drahotta, Felix (* 1989), deutscher Ruderer
- Drahová, Liana (* 1953), tschechoslowakische Eiskunstläuferin
- Drahun, Aksana (* 1981), belarussische Sprinterin
- Drahun, Stanislau (* 1988), belarussischer Fußballspieler
- Drahunow, Jewhen (1964–2001), sowjetischer bzw. ukrainischer Fußballspieler

### Drai
- Draica, Ion (* 1958), rumänischer Ringer
- Draiman, David (* 1973), US-amerikanischer SängerDavid Draiman (* 1973)

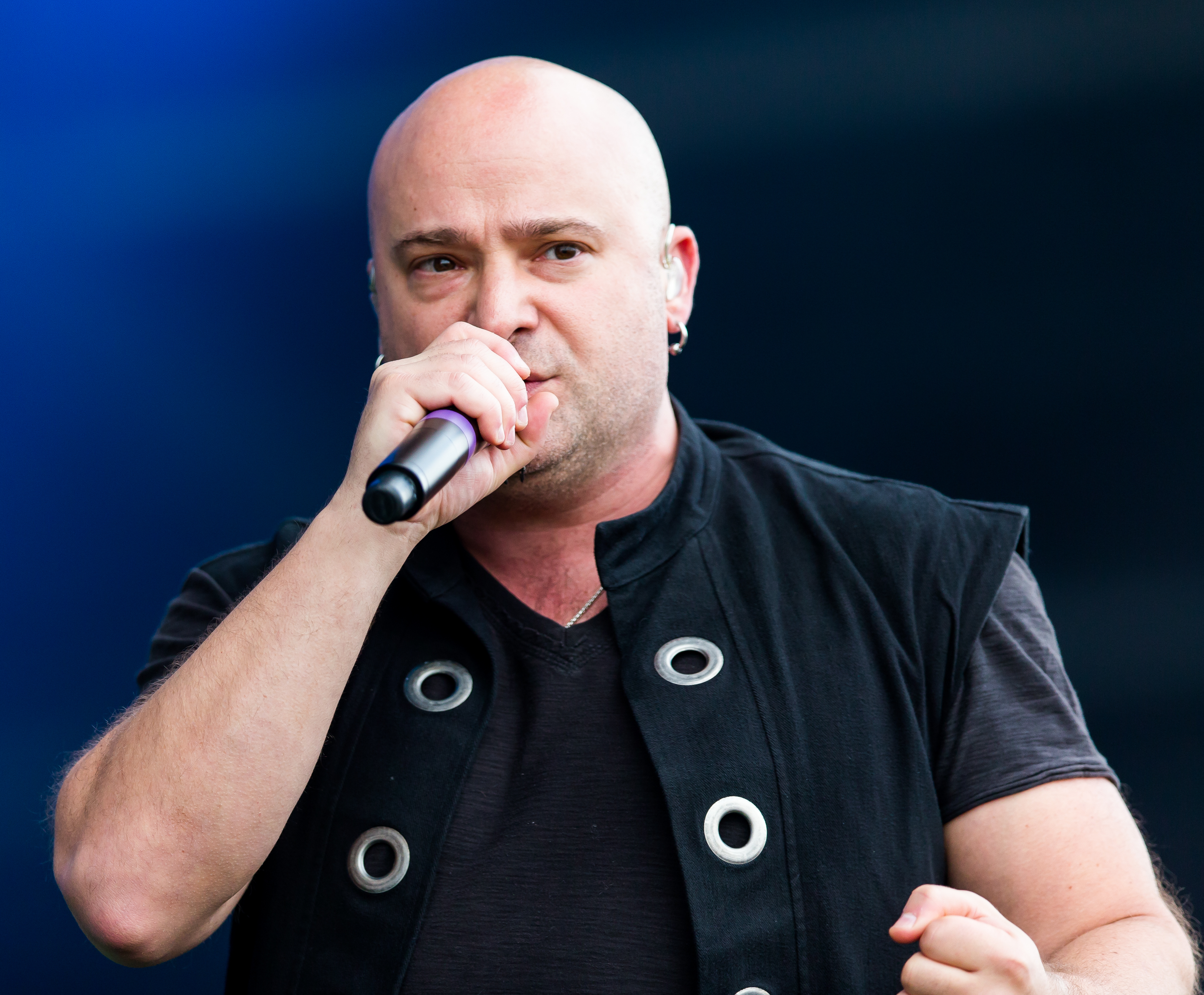
David Draiman (* 1973)

- Draine, Bruce T. (* 1947), US-amerikanischer Astrophysiker
- Drainey, Terence Patrick (* 1949), britischer Geistlicher und Bischof von Middlesbrough
- Drainville, Gérard (1930–2014), kanadischer Geistlicher, Theologe und Biologe, römisch-katholischer Bischof von Amos
- Drais von Sauerbronn, Karl Wilhelm Ludwig Friedrich von (1755–1830), badischer großherzoglicher geheimer Rat, Oberhofrichter, Hofkommissar
- Drais, Friedrich von (1798–1883), badischer Adliger, Beamter und Benediktiner
- Drais, Karl von (1785–1851), deutscher Erfinder in der Goethezeit
- Draisaitl, Leon (* 1995), deutscher Eishockeyspieler
- Draisaitl, Peter (* 1965), deutscher Eishockeyspieler und -trainer

### Draj
- Draj-Chmara, Mychajlo (1889–1939), ukrainischer Poet und Linguist

### Drak
- Drakakis, Ioannis (* 1987), griechischer Bahn- und Straßenradrennfahrer
- Drake (* 1986), kanadischer Rapper und SängerDrake (* 1986)

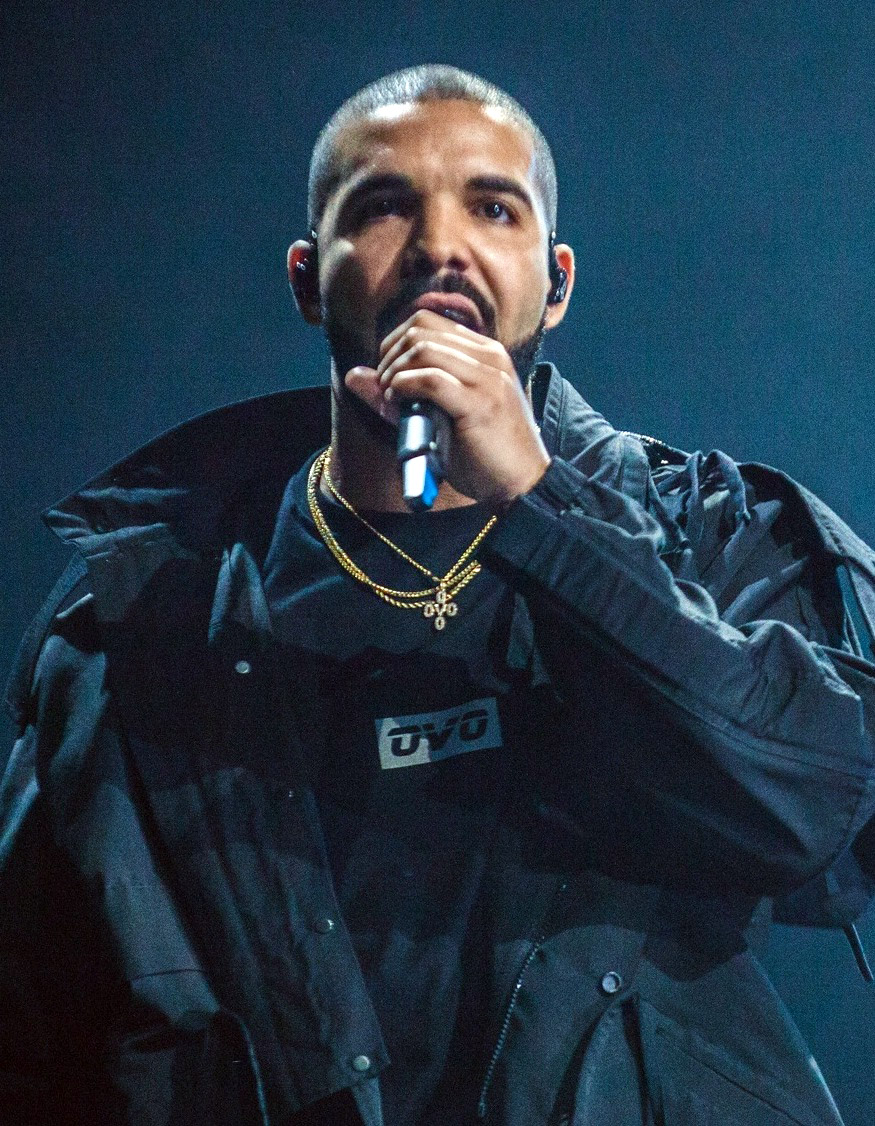
Drake (* 1986)

- Drake del Castillo, Emmanuel (1855–1904), spanischer Botaniker
- Drake, Alexander Wilson (1843–1916), US-amerikanischer Holzstecher, Autor, Kunstkritiker und Kunstsammler
- Drake, Betsy (1923–2015), US-amerikanische Schauspielerin und Autorin
- Drake, Bob (1919–1990), US-amerikanischer Autorennfahrer
- Drake, Carolyn (* 1971), US-amerikanische Fotografin
- Drake, Charles (1917–1994), US-amerikanischer Schauspieler
- Drake, Charles D. (1811–1892), US-amerikanischer Jurist und Politiker (Republikanische Partei)
- Drake, Charles L. (1924–1997), US-amerikanischer Geochemiker und Geologe
- Drake, Christian (1923–2006), US-amerikanischer Filmschauspieler
- Drake, Clara Christiansson (* 1999), schwedische Schauspielerin
- Drake, Dallas (* 1969), kanadischer Eishockeyspieler
- Drake, Daniel (1785–1852), US-amerikanischer Mediziner und Autor
- Drake, David (1945–2023), US-amerikanischer Science-Fiction- und Fantasy-Autor
- Drake, David (* 1963), US-amerikanischer Schauspieler, Dramatiker, Theaterregisseur und LGBT-Aktivist
- Drake, Dona (1914–1989), US-amerikanische Schauspielerin
- Drake, Edward (* 1986), britischer Skirennläufer
- Drake, Edwin L. (1819–1880), US-amerikanischer Pionier der ErdölindustrieEdwin L. Drake (1819–1880)

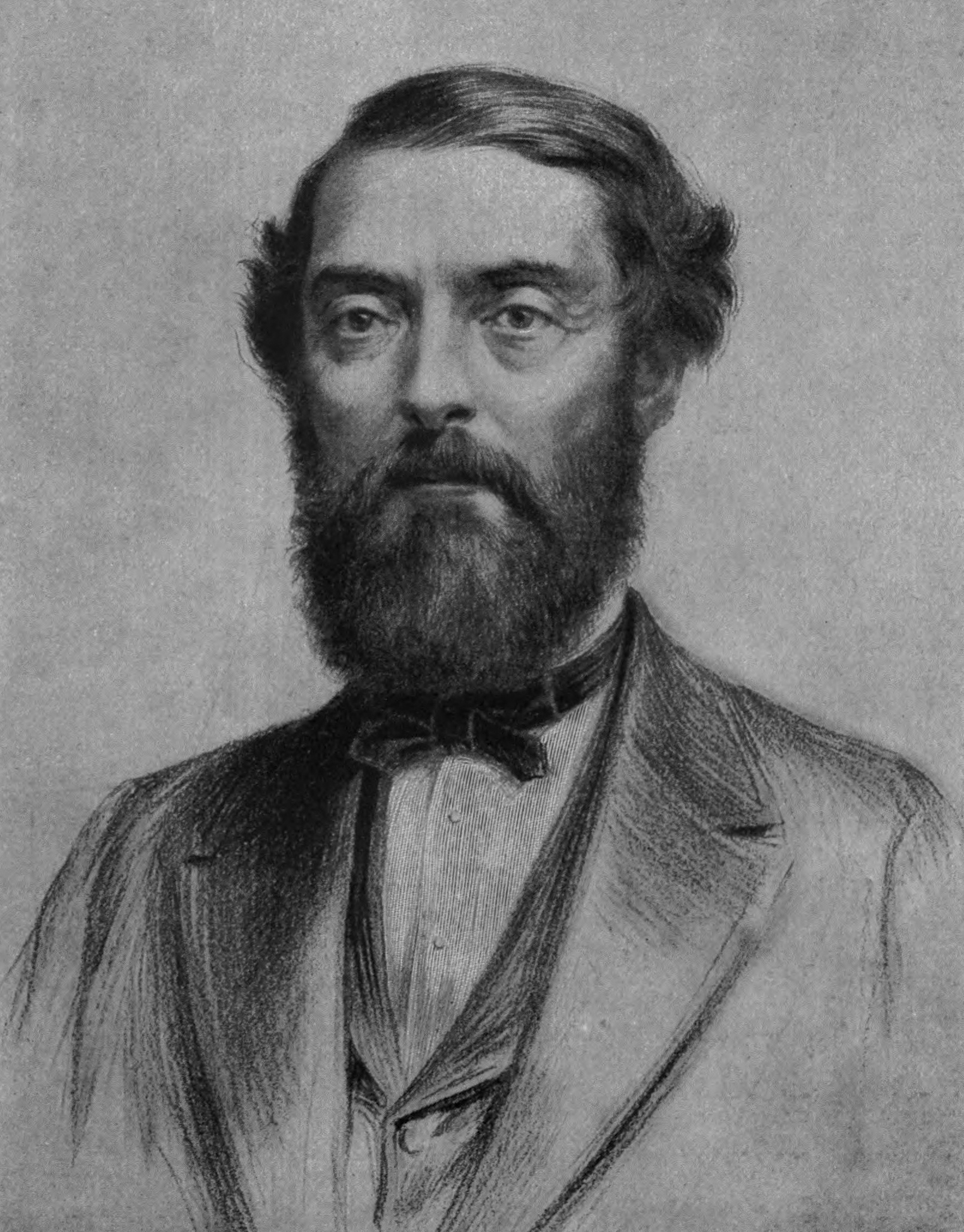
Edwin L. Drake (1819–1880)

- Drake, Elvin C. (1903–1988), US-amerikanischer Leichtathletiktrainer und Physiotherapeut
- Drake, Erik (1788–1870), schwedischer Musikwissenschaftler und Komponist
- Drake, Frances (1912–2000), US-amerikanische Schauspielerin
- Drake, Francis († 1596), englischer Freibeuter, Entdecker, Admiral, erster englischer WeltumseglerFrancis Drake († 1596)

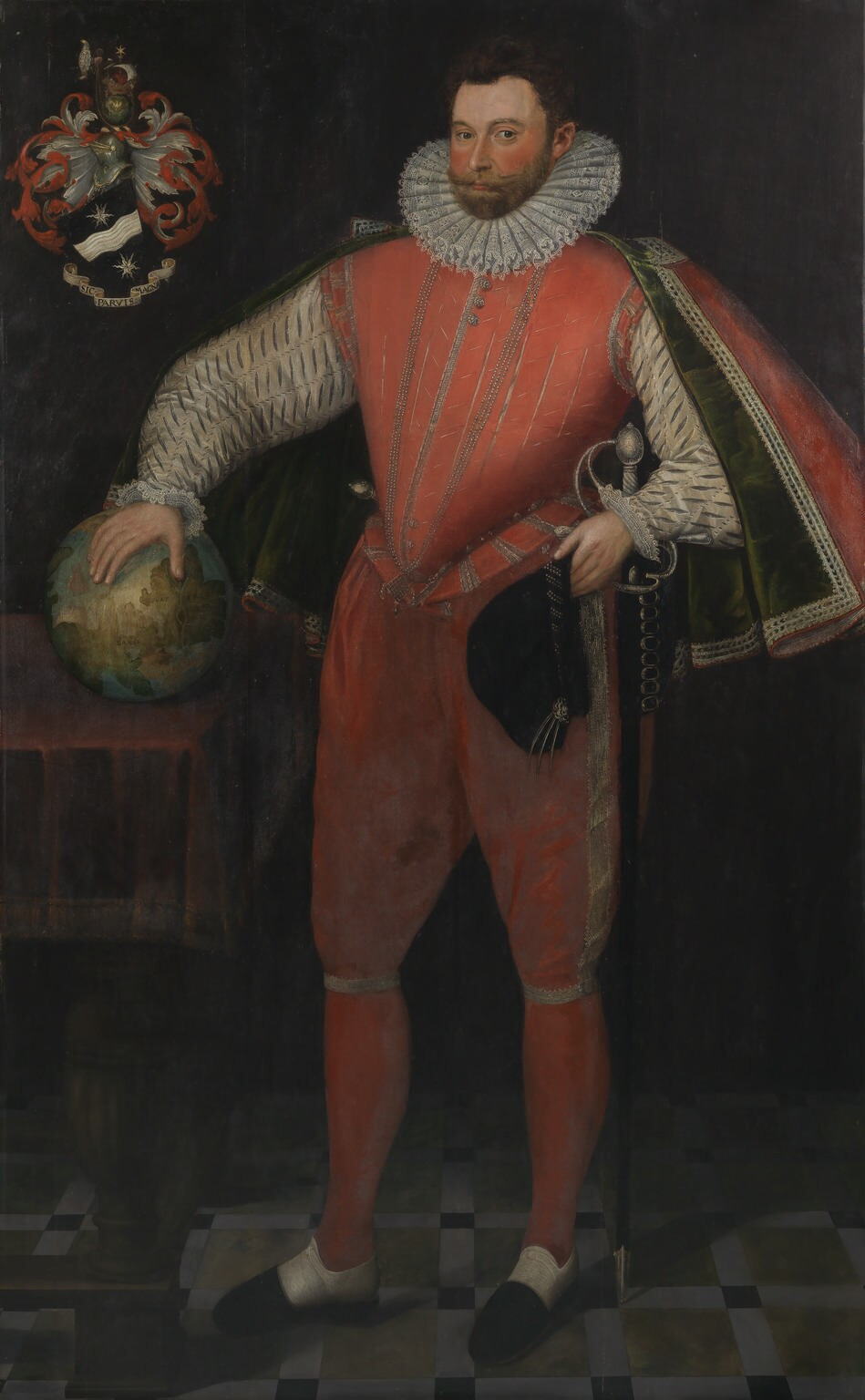
Francis Drake († 1596)

- Drake, Francis (1764–1821), britischer Diplomat
- Drake, Francis M. (1830–1903), US-amerikanischer Politiker
- Drake, Frank (1930–2022), US-amerikanischer Astronom und Astrophysiker
- Drake, Friedrich (1805–1882), deutscher Bildhauer
- Drake, Gabrielle (* 1944), britische Theater-, Fernseh- und Filmschauspielerin
- Drake, Geoffrey (1911–1995), Szenenbildner und Artdirector
- Drake, Hamid (* 1955), US-amerikanischer Jazzschlagzeuger
- Drake, Heinrich (1881–1970), deutscher Politiker, (SPD, parteilos), MdR, Regierungspräsident
- Drake, Heinrich (1903–1994), deutscher Bildhauer
- Drake, Howard (* 1956), britischer Diplomat
- Drake, James (* 1993), englischer Wrestler
- Drake, James F. (* 1947), US-amerikanischer Physiker
- Drake, Jeannie, Baroness Drake (* 1948), britische Gewerkschafterin und Life Peer
- Drake, Jessica (* 1974), US-amerikanische Pornodarstellerin
- Drake, Jim (1929–2012), US-amerikanischer Ingenieur und Wegbereiter des Windsurfens
- Drake, John R. (1782–1857), US-amerikanischer Jurist und Politiker
- Drake, Joseph Rodman (1795–1820), amerikanischer Dichter
- Drake, Joyful (* 1976), US-amerikanische Schauspielerin
- Drake, Julius (* 1959), britischer Pianist
- Drake, Kenyan (* 1994), US-amerikanischer Footballspieler
- Drake, Larry (1950–2016), US-amerikanischer SchauspielerLarry Drake (1950–2016)

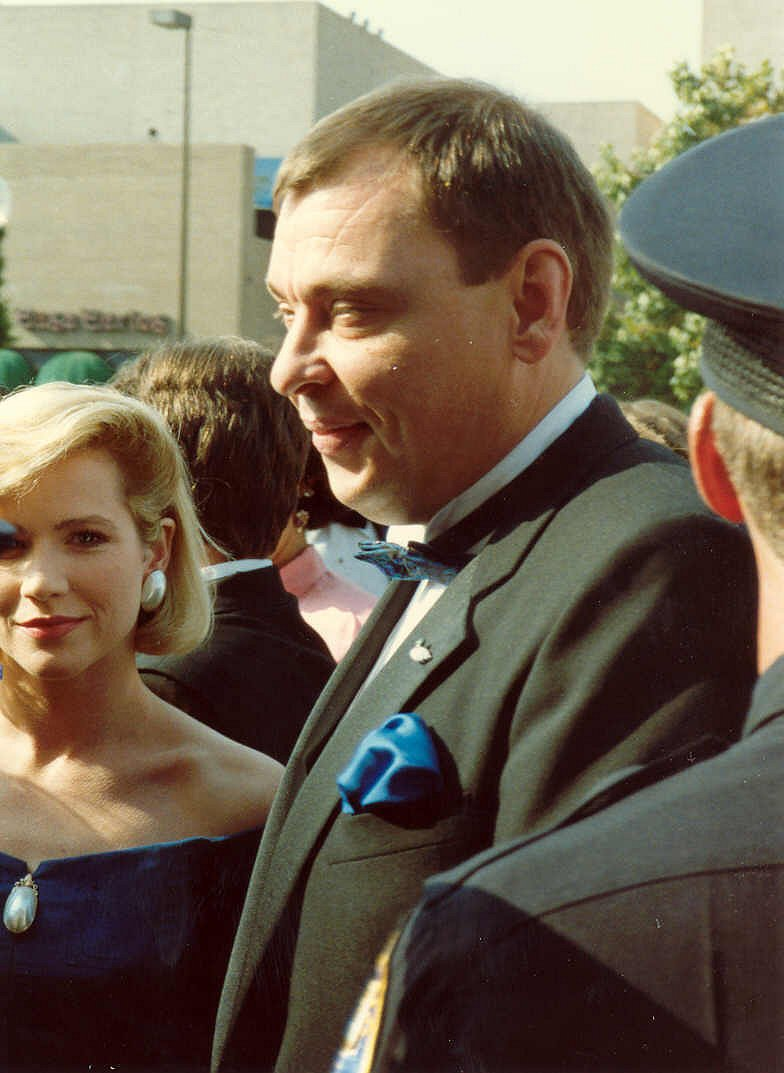
Larry Drake (1950–2016)

- Drake, Maureen (* 1971), kanadische Tennisspielerin
- Drake, Maurice (1923–2014), britischer Rechtsanwalt und Richter
- Drake, Nick (1948–1974), britischer Gitarrist, Sänger und Songwriter
- Drake, Norman (1912–1972), britischer Hammerwerfer
- Drake, Penny (* 1977), US-amerikanische Schauspielerin und Model
- Drake, Pete (1932–1988), US-amerikanischer Gitarrist und Musikproduzent
- Drake, Robert (1910–1975), amerikanischer Unternehmer und Firmengründer
- Drake, Stan (1921–1997), US-amerikanischer Comiczeichner und Illustrator
- Drake, Stillman (1910–1993), kanadischer Wissenschaftshistoriker und Galileo-Galilei-Forscher
- Drake, Ted (1912–1995), englischer Cricketspieler, Fußballspieler und Fußballtrainer
- Drake, Thelma (* 1949), US-amerikanische Politikerin
- Drake, Thomas (* 1957), US-amerikanischer ehemaliger NSA-Angestellter, WhistleblowerThomas Drake (* 1957)

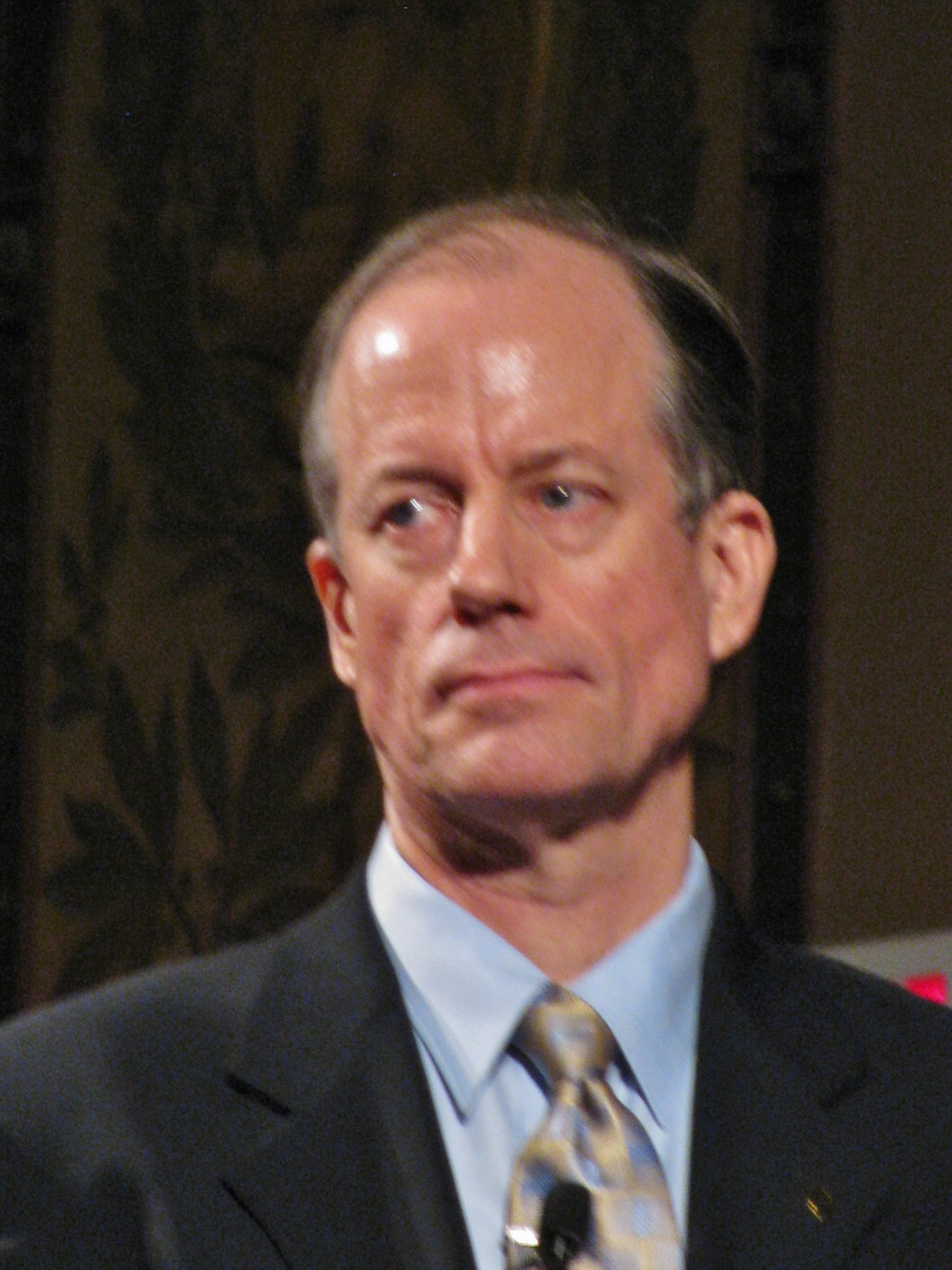
Thomas Drake (* 1957)

- Drake, Thomas J. (1799–1875), US-amerikanischer Politiker
- Drake, Tom (1918–1982), US-amerikanischer Schauspieler
- Drake, Tom (1936–2008), kanadischer Singer-Songwriter, Drehbuchautor und Regisseur
- Drake, Werner (* 1912), deutscher Produktionsleiter und Aufnahmeleiter
- Drake, William Henry (1856–1926), US-amerikanischer Maler und Illustrator
- Drake-Brockman, Henrietta (1901–1968), australische Journalistin und Romanautorin, Dramatikerin
- Drakeford, Arthur (1878–1957), australischer Politiker und Minister
- Drakeford, Arthur Harold Finch (1904–1959), australischer Politiker
- Drakeford, Mark (* 1954), britischer Politiker
- Drakeford, Richard (1936–2009), britischer Komponist klassischer Musik
- Draken, Daniel (* 1967), deutscher Brigadegeneral der Luftwaffe der Bundeswehr
- Drakenberg, Christian (* 1975), schwedischer Squashspieler
- Drakenberg, Hans (1901–1982), schwedischer Degenfechter
- Drakenborch, Arnold (1684–1748), niederländischer klassischer Philologe
- Drakes, Jesse (1926–2010), US-amerikanischer Jazztrompeter
- Drakich, Edward Raymond (* 1962), kanadischer Volleyball- und Beachvolleyballspieler
- Drako, Dean, US-amerikanischer Geschäftsmann
- Drakogiannakis, Robert (* 1966), deutscher Gitarrist, Sänger, Songwriter und Musikproduzent
- Drakon, Athener Gesetzesreformer
- Drakos, Margo, US-amerikanische Cellistin und Unternehmerin
- Drakou, Theodora (* 1992), griechische Schwimmerin
- Drakšas, Romualdas (* 1971), litauischer Rechtsanwalt, Strafrechtler, Schriftsteller, Phantast, Dichterjurist
- Drakšič, Rok (* 1987), slowenischer Judoka
- Draksler, Kaja (* 1987), slowenische Pianistin und Komponistin
- Draksler, Sonja (1927–2016), österreichische Opernsängerin (Mezzosopran/Alt)
- Drakulić, Ognjen (* 2006), serbischer Fußballspieler
- Drakulić, Saša (* 1972), serbischer Fußballspieler
- Drakulić, Slavenka (* 1949), kroatische Schriftstellerin und Journalistin
- Drakulich, Stephan, deutsch-amerikanischer Opern- und Musicalsänger (Tenor, Countertenor) und Gesangslehrer

### Dral
- Dralle, Henning (* 1950), deutscher Chirurg und Hochschullehrer
- Dralu, William (* 1947), ugandischer Sprinter

### Dram
- Dramac, Franjo (* 1996), kroatischer Fußballspieler
- Dramac, Kristina (* 2002), österreichische Handballspielerin
- Dramani, Haminu (* 1986), ghanaischer Fußballspieler
- Dramburg, Johann Georg, deutscher Maler
- Dramé, Adama (* 1954), burkinischer Perkussionist
- Dramé, Adama (* 2005), ivorischer Fußballspieler
- Dramé, Boukary (* 1985), französisch-senegalesischer Fußballspieler
- Dramé, Ibrahima (* 2001), senegalesischer Fußballspieler
- Dramé, Rahmatou (* 1985), malische Hürdenläuferin
- Dramé, Tiébilé (1955–2025), malischer PolitikerTiébilé Dramé (1955–2025)

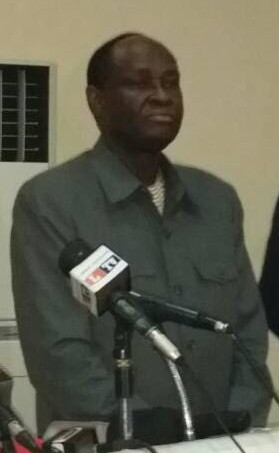
Tiébilé Dramé (1955–2025)

- Drameh, Franz (* 1993), britischer SchauspielerFranz Drameh (* 1993)

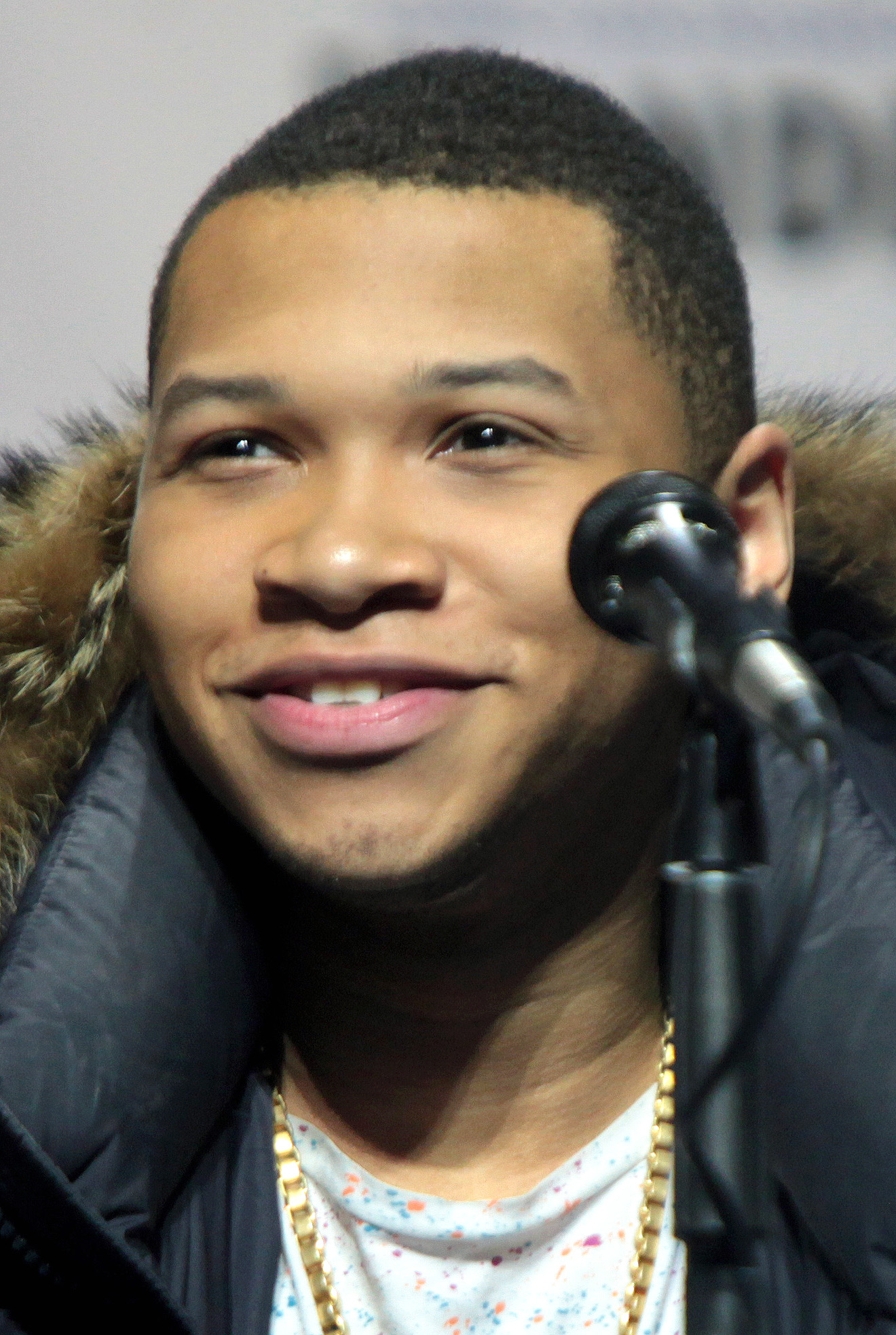
Franz Drameh (* 1993)

- Dramm, David (* 1961), amerikanischer Komponist
- Dramm, Diamanda La Berge (* 1991), niederländisch-amerikanische Musikerin (Geige, Komposition)
- Drammeh, Alhagie, gambischer Politiker
- Drammeh, Baba Abubakar, gambischer Diplomat
- Drammeh, Batapa, gambischer Politiker
- Drammeh, Bully (* 1995), gambischer Fußballspieler
- Drammeh, Ebrima (* 1937), gambischer Fußballspieler
- Drammeh, Foday N. M., gambischer Politiker
- Drammeh, Habib, gambischer Politiker und Verwaltungsbeamter
- Drammeh, Habibatou, gambische Ökonomin
- Drammeh, Lamin, gambischer Seyfo
- Drammeh, Lamin (* 1978), gambischer Leichtathlet
- Drammeh, Mam (* 2001), gambische Fußballspielerin
- Drammeh, Momodou (* 1978), gambischer Leichtathlet
- Drammeh, Musa (* 1952), gambischer Politiker
- Drammeh, Musu Kebba († 2003), gambische Modedesignerin und Unternehmerin
- Dramsch, Wolfgang (* 1949), deutscher Fußballspieler
- Dramski, Anna (* 1969), deutsche Synchronsprecherin und Schauspielerin

### Dran
- Drančák, Pavel (* 1988), tschechischer Badmintonspieler
- Drancé, Adrien (1891–1980), französischer Autorennfahrer
- Drancourt, Pierre (* 1982), belgisch-französischer Radrennfahrer
- Drändorf, Johannes von († 1425), Anhänger des Utraquismus, Prediger
- Drandua, Frederick (1943–2016), ugandischer Geistlicher, römisch-katholischer Bischof von Arua
- Drane, Herbert J. (1863–1947), US-amerikanischer Politiker
- Drane, Sonny (1939–2013), deutsch-britisches Model
- Draner (1833–1926), belgischer Zeichner, Karikaturist, Kostümbildner
- Dranes, Arizona († 1963), US-amerikanische Blues- und Gospel-Sängerin und Pianistin
- Drange, Thomas (* 1986), norwegischer Handballspieler
- Dranginis, Kyle (* 1992), US-amerikanischer Basketballspieler
- Drangosch, Ernesto (1882–1925), argentinischer Pianist und Komponist
- Drangoy, Vijay (* 1987), moldauischer Billardspieler
- Drangsal (* 1993), deutscher Sänger, Songschreiber, Multiinstrumentalist und SchriftstellerDrangsal (* 1993)

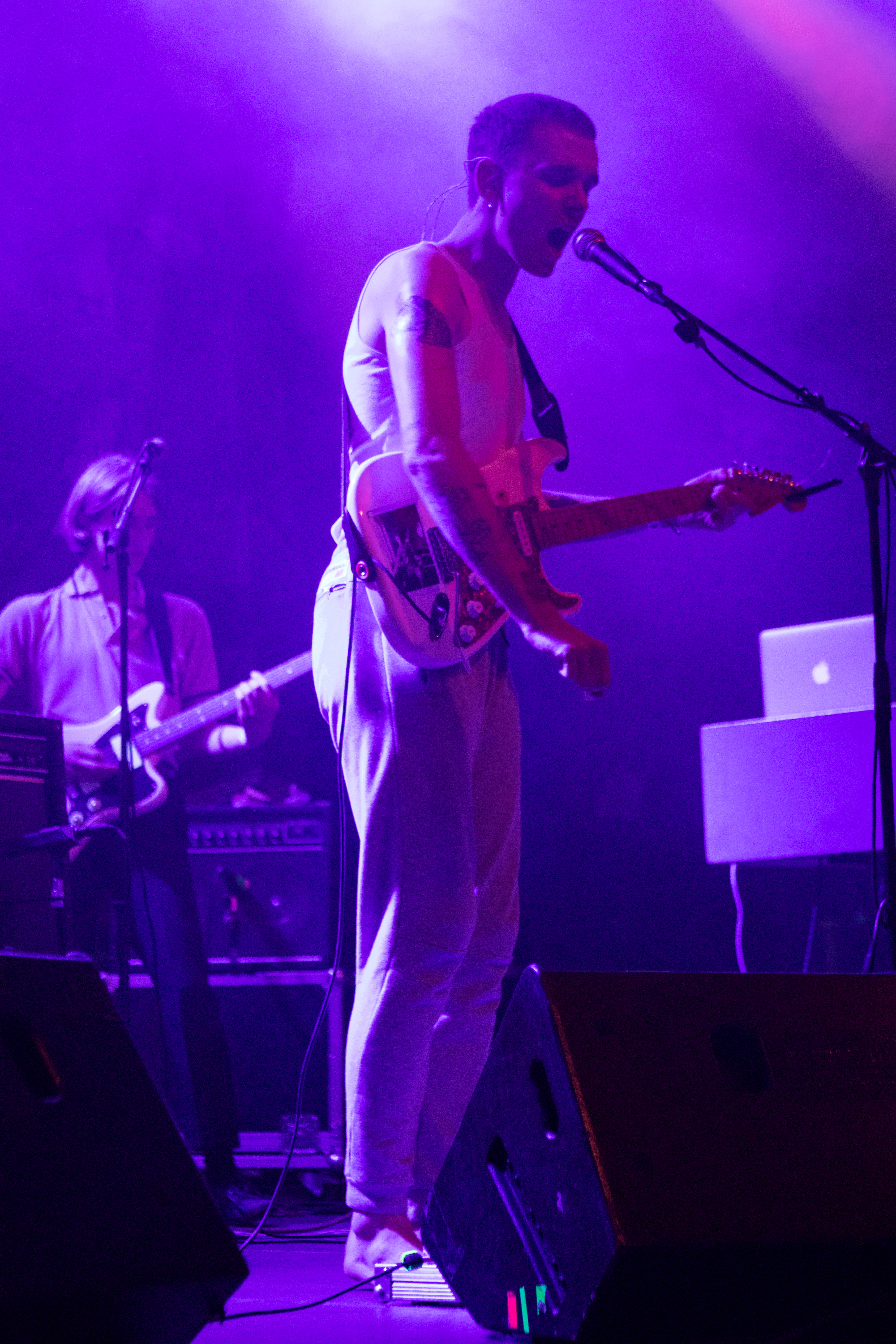
Drangsal (* 1993)

- Dranitsyn, Nikolai Nikolajewitsch (1946–2010), russischer Komponist in St. Petersburg
- Dransart, Georges (1924–2005), französischer Kanute
- Dransfeld, Carl (1880–1941), deutscher Fotograf und Lithograf
- Dransfeld, Eduard (1883–1964), deutscher General der Flieger im Zweiten Weltkrieg
- Dransfeld, Hedwig (1871–1925), deutsche Frauenrechtlerin und Politikerin (Zentrum), MdR
- Dransfeld, Klaus (1926–2024), deutscher Physiker
- Dransfield, Barry (* 1947), britischer Folksänger und -fiedler
- Dransfield, John (* 1945), britischer Botaniker
- Dransmann, Hansheinrich (1894–1964), Kapellmeister und Komponist
- Dranzoa, Christine (1967–2022), ugandische Hochschullehrerin, Professorin, Biologin und Ökologin

### Drap
- Drapál, János (1948–1985), ungarischer Motorradfahrer
- Draparnaud, Jacques (1772–1804), französischer Naturforscher, Malakologe und Botaniker
- Drape, Hans (1876–1947), deutscher Ingenieur, Direktor der Lüneburger Licht- und Wasserwerke sowie Oberbürgermeister der Stadt Lüneburg
- Drape, Heinz-Detlef (1920–1987), deutscher Arzt und Politiker (CDU), MdL
- Drapeau, Jean (1916–1999), kanadischer Rechtsanwalt, Politiker und Bürgermeister von Monreal
- Drapeko, Jelena Grigorjewna (* 1948), russische Schauspielerin und Politikerin
- Drapel, Mireille, Schweizer Badmintonspielerin
- Drapela, Franz (1924–2009), österreichischer Maler und Bildhauer
- Draper, Charles Stark (1901–1987), US-amerikanischer Ingenieur
- Draper, Chris (* 1978), britischer Segler
- Draper, Courtnee (* 1985), US-amerikanische Schauspielerin
- Draper, Daniel (1841–1931), US-amerikanischer Meteorologe
- Draper, Dave (1942–2021), US-amerikanischer Bodybuilder, Schauspieler und Autor
- Draper, Dontaye (* 1984), US-amerikanisch-kroatischer Basketballspieler
- Draper, Dorothy (1889–1969), US-amerikanische Innenarchitektin und Wegbereiterin der modernen Innenarchitektur
- Draper, Ebenezer Sumner (1858–1914), US-amerikanischer Politiker
- Draper, Foy (1913–1943), US-amerikanischer Leichtathlet
- Draper, Fred (1925–1999), US-amerikanischer Schauspieler
- Draper, Greg (* 1989), neuseeländischer Fußballspieler
- Draper, Hal (1914–1990), US-amerikanischer Sozialist, Marxismusforscher, Autor und Übersetzer
- Draper, Henry (1837–1882), US-amerikanischer Physiologe und Astronom
- Draper, Herbert James (1863–1920), englischer Maler
- Draper, Hugh, Wirt in Bristol und Gefangener im Tower of London
- Draper, Jack (* 2001), britischer Tennisspieler
- Draper, John T. (* 1943), US-amerikanischer Hacker und SoftwareentwicklerJohn T. Draper (* 1943)

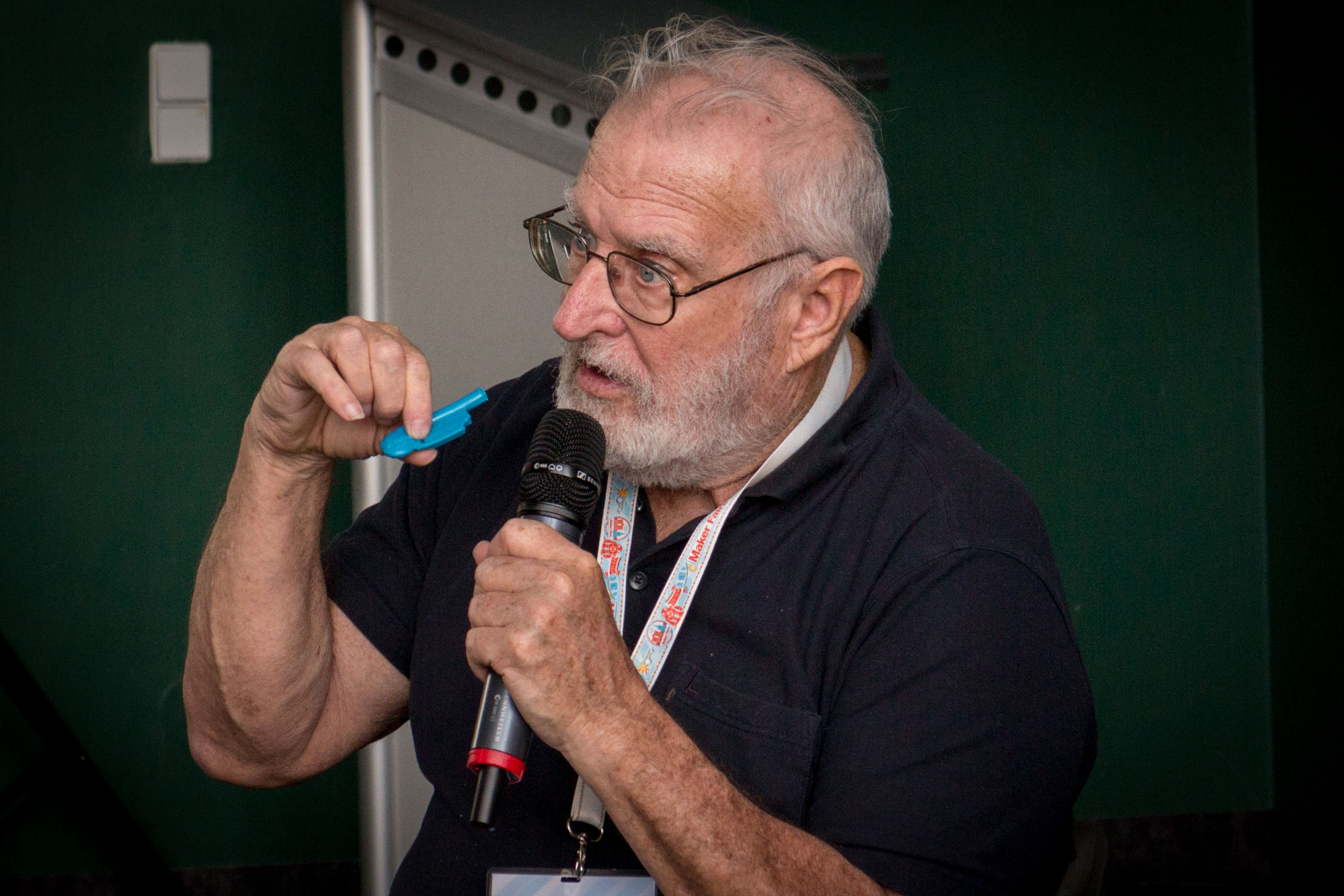
John T. Draper (* 1943)

- Draper, John William (1811–1882), angelsächsischer Naturwissenschaftler und Historiker
- Draper, Joseph (1794–1834), US-amerikanischer Politiker
- Draper, Kris (* 1971), kanadischer Eishockeyspieler und -funktionär
- Draper, Lyman Copeland (1815–1891), US-amerikanischer Bibliothekar und Historiker
- Draper, Mark (* 1970), englischer Fußballspieler
- Draper, Markus (* 1969), deutscher Maler
- Draper, Mary Anna (1839–1914), US-amerikanische Mäzenin
- Draper, Norman (1931–2022), britischer Mathematiker
- Draper, Peter (1925–2004), britischer Drehbuchautor und Dramatiker
- Draper, Polly (* 1955), US-amerikanische Schauspielerin, Drehbuchautorin, Regisseurin und Produzentin
- Draper, Ray (1940–1982), US-amerikanischer Jazz-Tubist
- Draper, Ross (* 1988), englischer Fußballspieler
- Draper, Rusty (1923–2003), US-amerikanischer Popsänger
- Draper, Scott (* 1974), australischer Tennis- und Golfspieler
- Draper, William (1721–1787), britischer Offizier
- Draper, William F. (1842–1910), US-amerikanischer Politiker
- Draper, William Henry (1841–1921), US-amerikanischer Politiker
- Draper, Wylie (1969–1993), US-amerikanischer Schauspieler
- Drapeyron, Ludovic (1839–1901), französischer Geschichtsforscher und Geograph
- Drapier, Antonio (1891–1967), französischer Erzbischof und emeritierter apostolischer Delegat für Indochina
- Drapiewski, Teodor (1880–1942), polnischer Priester und Widerstandskämpfer gegen den Nationalsozialismus

### Drar
- Drareni, Messaoud (* 1950), algerischer Radrennfahrer

### Dras
- Dras, Waldemar (1955–1994), polnischer Lyriker
- Drasbæk, Laura (* 1974), dänische SchauspielerinLaura Drasbæk (* 1974)

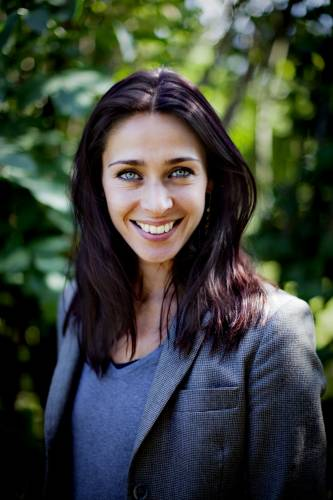
Laura Drasbæk (* 1974)

- Drascek, Daniel (* 1959), deutscher Volkskundler
- Drasch, Monika (* 1965), niederbayerische Musikerin
- Draschan, Thomas (* 1967), österreichischer Filmemacher und Regisseur
- Drasche-Wartinberg, Heinrich von (1811–1880), österreichischer Unternehmer
- Drasche-Wartinberg, Richard von (1850–1923), österreichischer Industrieller, Asienforscher und Maler
- Drascher, Wahrhold (1892–1968), deutscher Historiker
- Draschwitz, Bernhard von († 1565), Domherr in Naumburg und Meißen
- Draschwitz, Nicolaus, sächsischer Amtshauptmann
- Drasco († 810), Heerführer und König des westslawischen Stammesverbandes der Abodriten und Vasall der Franken
- Drasdo, Hagen (* 1952), deutscher Grafikdesigner, Künstler, Typograf, Museumplaner und Ausstellungsgestalter
- Drasdo, Johann Gottlieb (1753–1819), deutscher lutherischer Theologe
- Drasdo, Katharina (* 1985), deutsche Designerin, Künstlerin und Dozentin an der Hochschule Rhein-Waal
- Drasdo, Ulrike (1951–2017), deutsche Textilkünstlerin, Kunsthandwerkerin und Philanthropin
- Dräseke, Johann Heinrich Bernhard (1774–1849), deutscher evangelischer Theologe, Generalsuperintendent und Bischof
- Dräseke, Johannes (1844–1916), deutscher evangelischer Theologe, Klassischer Philologe, Kirchenhistoriker und Gymnasiallehrer
- Draser, Detlev (1926–2011), deutscher Architekt
- Draser-Haberpursch, Magda (1930–2016), rumänische Handballspielerin
- Drasin, David (* 1940), US-amerikanischer Mathematiker
- Draskau-Petersson, Jessica (* 1977), dänische Triathletin
- Draško, Milan (* 1962), montenegrinischer Schachspieler
- Drašković von Trakošćan, Ivan II. (1550–1613), General der Reiterei, Ban von Kroatien
- Drašković von Trakošćan, Ivan III. († 1648), kroatischer Adliger, Feldherr und Staatsmann aus dem Hause Drašković
- Drašković von Trakošćan, Josip Kazimir (1714–1765), österreichischer General
- Drašković von Trakošćan, Juraj (1515–1587), Bischof und Kardinal, Ban von Kroatien
- Drašković von Trakošćan, Nikola II. (1625–1687), kroatischer Adliger aus dem Hause Drašković
- Drašković, Boro (* 1935), serbischer Regisseur und Drehbuchautor
- Drašković, Boško (* 1987), montenegrinischer Boxer
- Drašković, Čedomir (1914–1994), serbisch-orthodoxer Theologe
- Drašković, Ivan I. († 1566), kroatischer Adliger
- Drašković, Vuk (* 1946), serbischer Schriftsteller und Politiker
- Drasnin, Robert (1927–2015), US-amerikanischer Komponist
- Drašović, Radomir (* 1997), serbischer Wasserballspieler
- Drassl, Gerti (* 1978), italienische SchauspielerinGerti Drassl (* 1978)

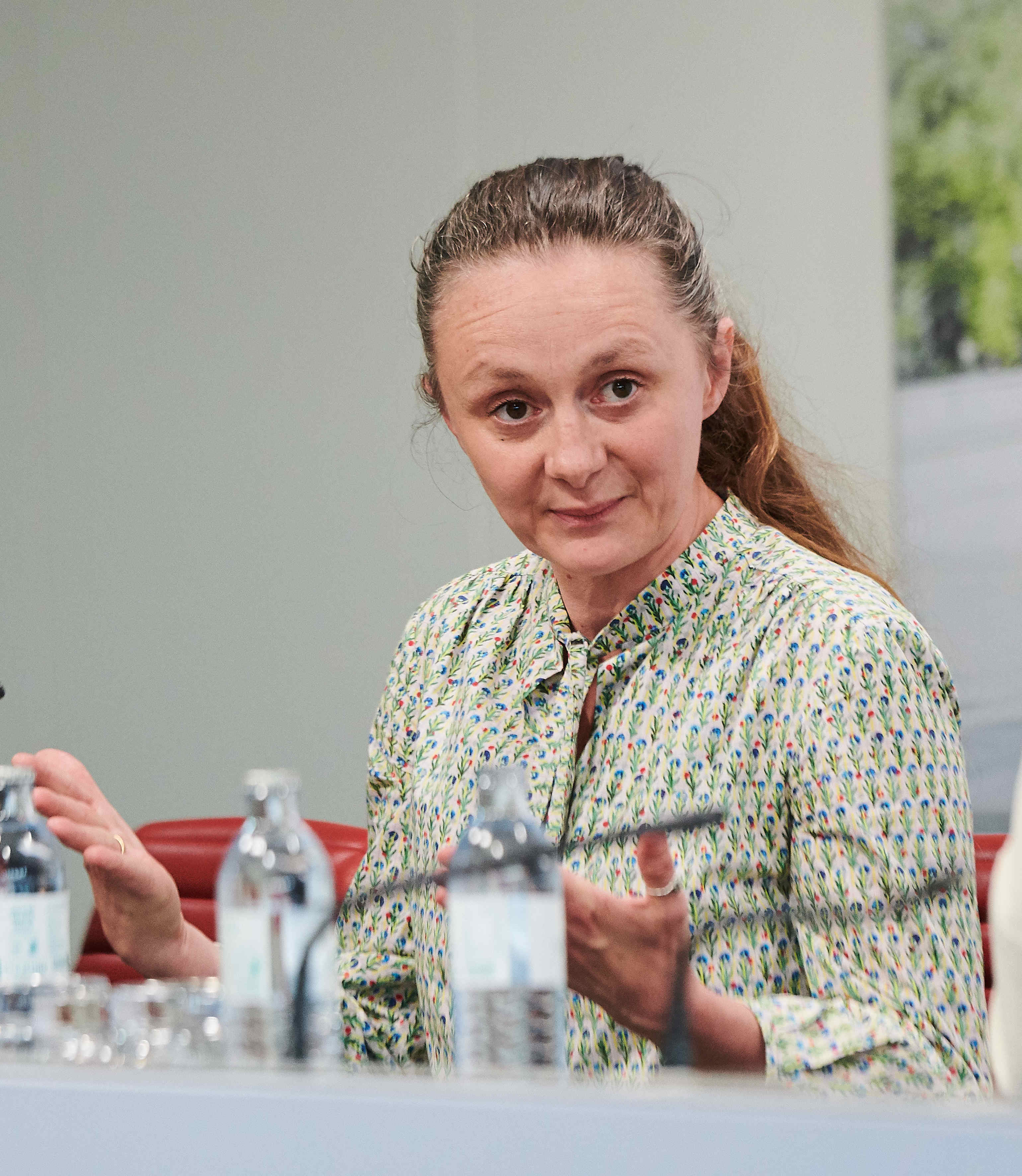
Gerti Drassl (* 1978)

- Drastic, Dan (* 1976), deutscher DJ und Musikproduzent im Bereich der elektronischen Tanzmusik, im Speziellen House

### Drat
- Dratch, Rachel (* 1966), US-amerikanische Schauspielerin
- Drateln, Aline von (* 1976), deutsche Moderatorin
- Drath, Karsten (* 1969), deutscher Führungskräfte-Coach, Speaker und Autor
- Drath, Martin (1902–1976), deutscher Jurist, Politiker (SPD), Richter des Bundesverfassungsgerichts
- Drath, Rainer, deutscher Ingenieur und Hochschullehrer
- Drath, Viola (1920–2011), deutsche Autorin und Journalistin
- Drathen, Ewald (1901–1993), deutscher Weingroßhändler, Weingutsbesitzer und Politiker (Zentrum, CDU)
- Drathmann, Christoffer (1856–1932), deutscher Jagd-, Tier- und Landschaftsmaler
- Dratler, Jay (1911–1968), US-amerikanischer Drehbuch- und Romanautor
- Dratsch, Iwan (1936–2018), ukrainischer Schriftsteller, Drehbuchautor, Dramatiker, politischer Aktivist und Bürgerrechtler
- Dratschko, Wladimir Jakowlewitsch (* 1970), sowjetischer Judoka
- Dratschow, Wladimir Petrowitsch (* 1966), russisch-belarussischer Biathlet
- Dratshepa Rinchen Namgyel (1318–1388), tibetischer Geistlicher
- Drattell, Deborah (* 1956), US-amerikanische Komponistin
- Dratzew, Jewgeni Jurjewitsch (* 1983), russischer Langstreckenschwimmer

### Drau
- Draub, Günther (1902–1957), deutscher Politiker (GB/BHE), MdL
- Draudius, Georg (1573–1635), deutscher Theologe und Bibliograph
- Draudt, August (1816–1894), großherzoglich hessischer Forstmann, Geheimrat, Dr. phil.
- Draudt, August Karl (1846–1925), preußischer Generalleutnant
- Draudt, Karl Ludwig Wilhelm Daniel (1810–1896), Richter und Landtagsabgeordneter Großherzogtum Hessen
- Draudt, Max (1875–1953), deutscher Chirurg und Entomologe
- Draudt, Paul (1877–1944), preußischer Offizier und Generalsekretär des Deutschen Roten Kreuzes (DRK)
- Draudt, Werner (1921–2016), deutscher Politiker (FDP)
- Draugelates, Ulrich (1934–2008), deutscher Maschinenbauer
- Draugelis, Eliziejus (1888–1981), litauischer Politiker
- Draugelis, Vytautas Sigitas (1943–2010), litauischer Politiker
- Draule, Milda Petrowna (1901–1935), russische Ehefrau des Mörders des Sergei Mironowitsch Kirow
- Drauschke, Olaf (* 1971), deutscher Schauspieler und Tänzer
- Drausnick, Maximilian (1866–1916), bayerischer Oberst im Ersten Weltkrieg
- Drauth, Samuel von (1706–1739), Siebenbürger Arzt
- Drautz, Gustav (1887–1957), deutscher Jurist und Politiker
- Drautz, Richard (1953–2014), deutscher Politiker (FDP), MdL und selbstständiger Weinbaumeister
- Drauz, Gustav (1872–1951), Fabrikant und Gründer der Karosseriewerke Drauz
- Drauz, Richard (1894–1946), deutscher Politiker (NSDAP), MdR und Kreisleiter von Heilbronn und KriegsverbrecherRichard Drauz (1894–1946)

Richard Drauz (1894–1946)

### Drav
- Drave, Chris (* 1977), deutscher Musiker, Autor und Komponist
- Dravecký, Vladimír (* 1985), slowakischer Eishockeyspieler
- Draven, Danny (* 1978), US-amerikanischer Horrorfilmregisseur, Filmeditor
- Draven, Jamie (* 1979), britischer Schauspieler
- Draves, Victoria (1924–2010), US-amerikanische Wasserspringerin
- Draves, W. A. (1912–1994), US-amerikanischer Mormone, Apostel Kirche Christi mit der Elias-Botschaft
- Dravet, Charlotte (1936–2025), französische Kinderpsychiaterin und Epileptologin
- Dravić, Milena (1940–2018), jugoslawische bzw. serbische SchauspielerinMilena Dravić (1940–2018)

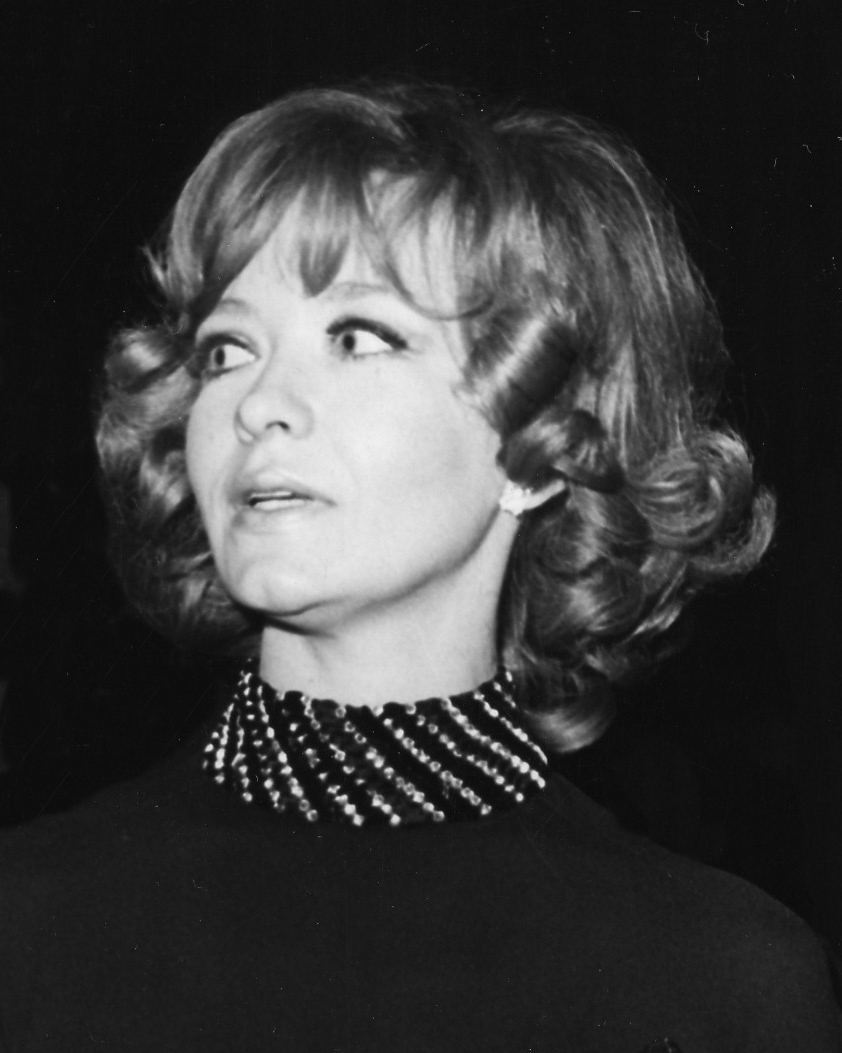
Milena Dravić (1940–2018)

- Dravid, Rahul (* 1973), indischer Cricketspieler
- Drávucz, Rita (* 1980), ungarische Wasserballspielerin

### Draw
- Drawe, Hans (* 1942), deutscher Hörspielregisseur
- Drawe, Matthias (* 1963), deutscher Autor, Journalist, Regisseur und Schauspieler
- Drawe, Rudolf (1877–1967), deutscher Brennstofftechniker, Professor und Rektor der TH Berlin-Charlottenburg
- Drawert, Kurt (* 1956), deutscher Schriftsteller
- Drawert, Lars (* 1976), deutscher Kameramann und Filmproduzent
- Draws, Stefanie (* 1989), deutsche Fußballspielerin

### Drax
- Drax, Reginald (1880–1967), britischer Admiral
- Drax, Richard (* 1958), britischer Politiker (Conservative Party), Mitglied des House of Commons
- Draxdorf, Wolf Philipp von († 1615), deutscher Verwaltungsbeamter
- Draxinger, Tobias (* 1985), deutscher Eishockeyspieler
- Draxl, Claudia (* 1959), österreichische Physikerin
- Draxl, Liam (* 2001), kanadischer Tennisspieler
- Draxl, Tim (* 1981), australischer Kabarettist, Sänger und Schauspieler
- Draxler, Alfred (* 1953), deutscher Journalist
- Draxler, Alois (1815–1865), österreichischer Opernsänger (Bass)
- Draxler, Dorothea (* 1960), österreichische Kulturmanagerin, Pädagogin und Rundfunkmoderatorin
- Draxler, Hans (1892–1953), österreichischer Politiker (SPÖ), Landtagsabgeordneter, Abgeordneter zum Nationalrat
- Draxler, Helmut (* 1950), österreichischer Manager
- Draxler, Helmut (* 1956), österreichischer Kunsthistoriker, Kunsttheoretiker und Kurator
- Draxler, Ilse (* 1942), österreichische Paläobotanikerin
- Draxler, Josef (1813–1891), österreichischer Opernsänger (Bass)
- Draxler, Judith (* 1970), österreichische Schwimmerin
- Draxler, Julian (* 1993), deutscher FußballspielerJulian Draxler (* 1993)

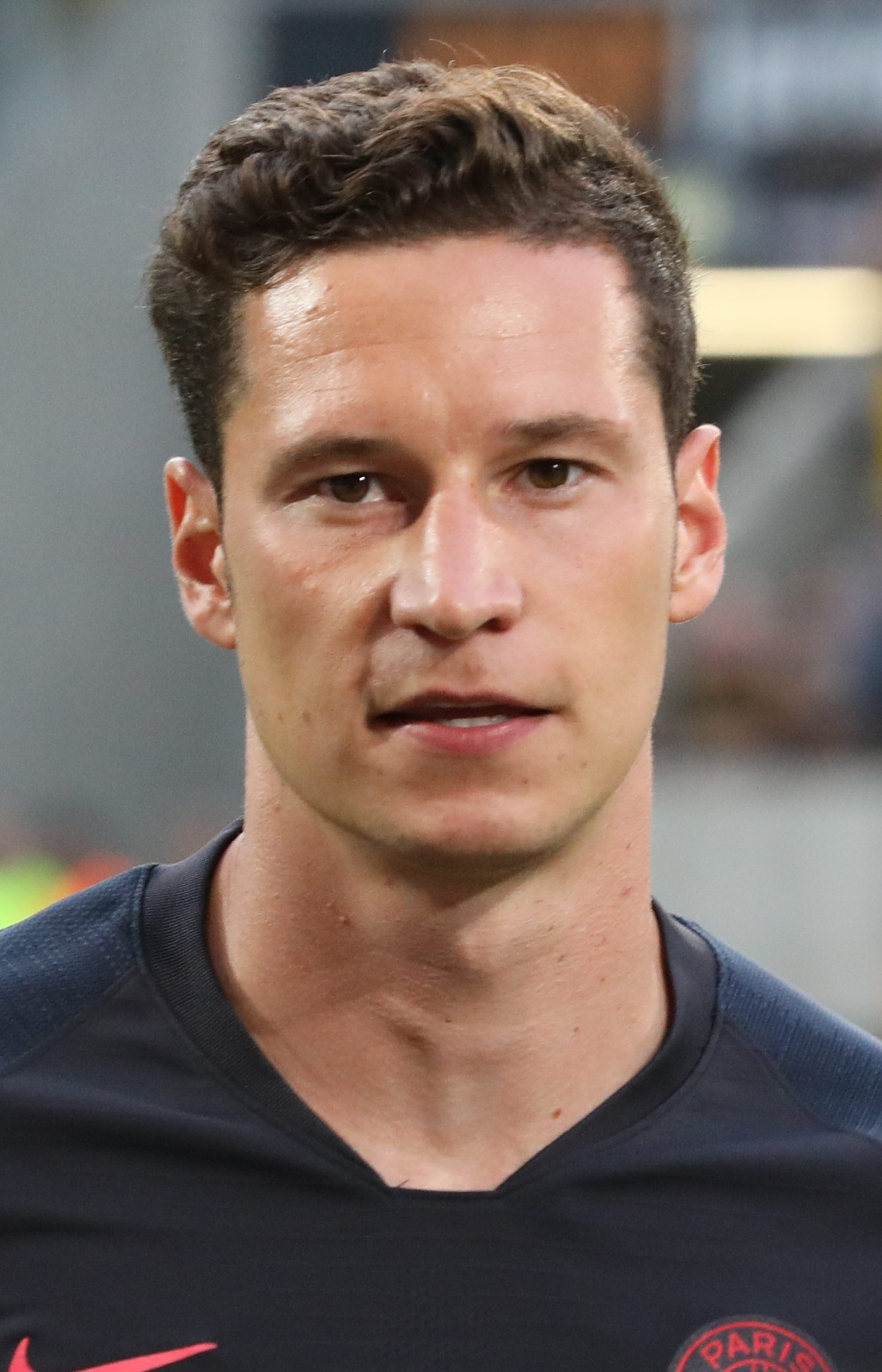
Julian Draxler (* 1993)

- Dräxler, Karl Ferdinand (1806–1879), österreichischer Publizist, Lyriker, Erzähler und Übersetzer
- Draxler, Ludwig (1896–1972), österreichischer Rechtsanwalt, Finanzminister im Ständestaat
- Draxler, Markus (* 1977), deutscher Eishockeyspieler
- Draxler-Zenz, Tanja (* 1977), österreichische Entspannungspädagogin

### Dray
- Dray, Claude (1935–2011), französischer Immobilienunternehmer und Kunstsammler
- Dray, Susan M., amerikanische Expertin für Mensch-Computer-Interaktion und User Experience
- Dray, Walter (1886–1973), US-amerikanischer Stabhochspringer
- Dray, William Herbert (1921–2009), kanadischer Geschichtsphilosoph
- Drayden, Nicky, US-amerikanische Systemanalytikerin und Science-Fiction-Schriftstellerin
- Drayer, Michael (* 1986), US-amerikanischer Schauspieler
- Drayson, Paul (* 1960), britischer Politiker, Unternehmer und Autorennfahrer
- Drayß, Ernst (1911–1982), deutscher Fußballtorhüter
- Drayton, Bill (* 1943), US-amerikanischer Sozialunternehmer
- Drayton, Buster (1952–2022), US-amerikanischer Boxer im Halbmittelgewicht und Weltmeister der IBF
- Drayton, Charles (1743–1820), amerikanischer Siedler in den dreizehn Kolonien
- Drayton, John (1766–1822), US-amerikanischer Politiker
- Drayton, Michael (1563–1631), englischer Dichter
- Drayton, Paul (1939–2010), US-amerikanischer Sprinter und Olympiasieger
- Drayton, Poppy (* 1991), britische Schauspielerin
- Drayton, Richard (* 1964), britischer Historiker
- Drayton, Thomas Fenwick (1808–1891), US-amerikanischer Politiker und General der Konföderierten im Amerikanischen Bürgerkrieg
- Drayton, Trevor (1955–2008), australischer Winzer
- Drayton, William (1776–1846), US-amerikanischer Politiker
- Drayton, William Henry (1742–1779), US-amerikanischer Rechtsanwalt, Richter, und Politiker

### Draz
- Drazan, Christopher (* 1990), österreichischer FußballspielerChristopher Drazan (* 1990)

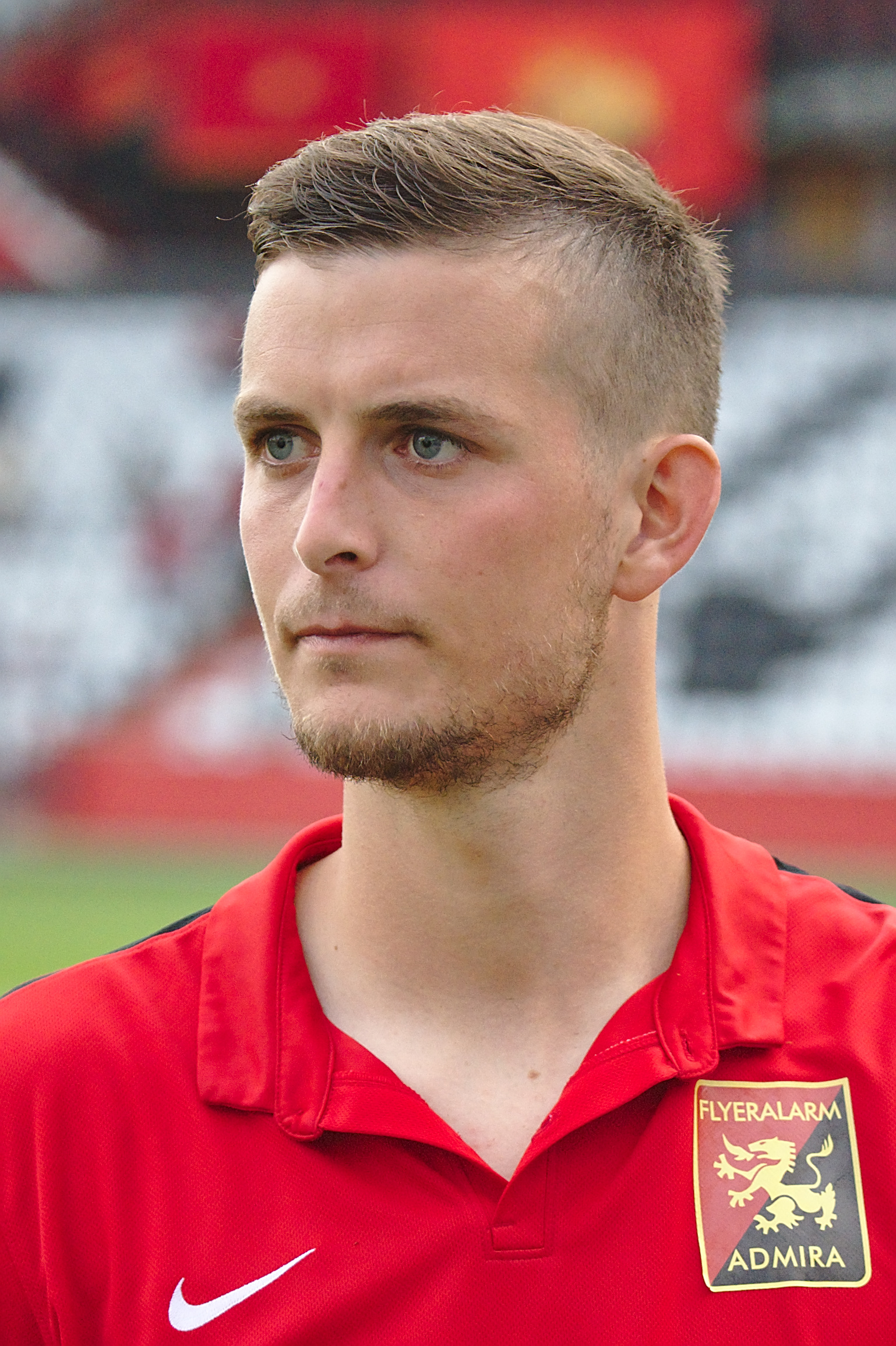
Christopher Drazan (* 1990)

- Drazan, Fritz (1957–2019), österreichischer Fußballspieler und -trainer
- Drazdauskaitė, Rasa (* 1981), litauische Mittel- und Langstreckenläuferin
- Drazek, Annika (* 1995), deutsche Bobsportlerin
- Drazenovic, Nick (* 1987), kanadischer Eishockeyspieler und -funktionär
- Dražić, Darko (* 1963), jugoslawischer bzw. kroatischer Fußballspieler und -trainer
- Dražić, Mariana (* 1995), kroatische Tennisspielerin
- Drazin, Michael (* 1929), britisch-US-amerikanischer Mathematiker
- Drążkowski, Tadeusz (1932–2000), polnischer Radrennfahrer